# Intervenția militară internațională împotriva Statului Islamic
În prima parte a anului 2014, profitând de pe urmă insurgențelor și războaielor civile, rețeaua teroristă islamică Daesh a ocupat teritorii din Siria și Irak și a proclamat crearea Califatului Islamic sau a Statului Islamic al Irakului și Siriei (ISIS). Guvernele Siriei și Irakului au început să riposteze și să intervină împotriva teroriștilor în Războiul Civil Sirian și în Războiul Civil Irakian.  Dar rețeaua teroristă s-a extins prin grupări afiliate în Nigeria și Libia. 
Pe 10 iunie 2014, trupele ISIL au capturat Mosul. 
Iran a trimis trupe în Irak împotriva teroriștilor ISIS. Statele Unite ale Americii au început intervenția internațională prin a trimite mici contingente în Irak în ajutorarea trupelor guvernamentale. 
În august 2014, SUA și Iran au inițiat campanii aeriene separate pentru bombardarea   țintelor ISIS în Irak.  
La 1 februarie 2015, ministrul de externe al Irakului Ibrahim al-Jaafari a declarat că războiul împotriva ISIL este Al Treilea Război Mondial , datorită proclamării  ISIL drept califat mondial,  cu scopul să cucerească lumea și să extindă conflictul  în mai multe țări din afara regiunii Siriei și Irakului. 
În septembrie 2015, forțele Federației Ruse, cu permisiunea guvernului sirian, au debutat campania aeriană de bombardare a țintelor ce aparțineau Statului Islamic, Frontului al-Nusra și al Armatei Siriene Libere, rebeli care lupta împotriva regimului sirian Bashar al-Assad din 2011. 
În lunile următore, Statul Islamic și-a pierdut teritoriile în Irak și Siria, rezultând însă multiple victime civile colaterale în urma bombardamentelor aeriene din anii 2015-2016. 
Pe 9 decembrie 2017, Irakul și-a proclamat victoria în lupta împotriva Statului Islamic, pretinzând că războiul din Irak s-a încheiat.  Pe 23 martie 2019, regimul sirian și forțele armatei ruse au susținut că au învins definitiv Statul Islamic în Bătălia de la Baghuz Fawqani. 
Statul Islamic continuă să reprezinte o amenințare   în Afghanistan, Pakistan, Mali, Iran, Pakistan, Somalia, Bangladesh, Indonezia și Filipine.  Rețeaua teroristă este responsabilă pentru uciderea unor jurnaliști, civili și militari de diferite naționalități, de crime împotriva umanității ,  distrugerea patrimoniului cultural local și pentru multiplele atentate teroriste comise în state ale Uniunii Europene, precum Franța, Regatul Unit, Germania, Olanda,Belgia și Spania, precum și în Turcia, Australia, Canada, Rusia și Statele Unite, având în continuare adepți și susținători în toată lumea.  

## Apariția Statului Islamic

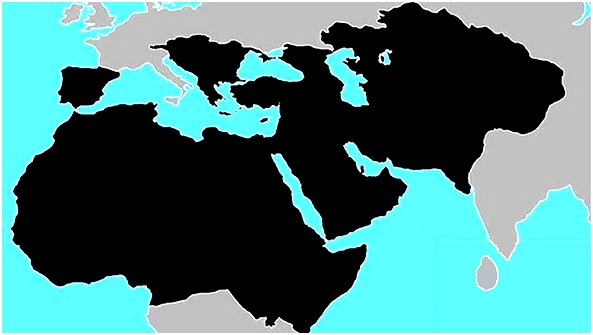
Obiectivul extinderii ISIS

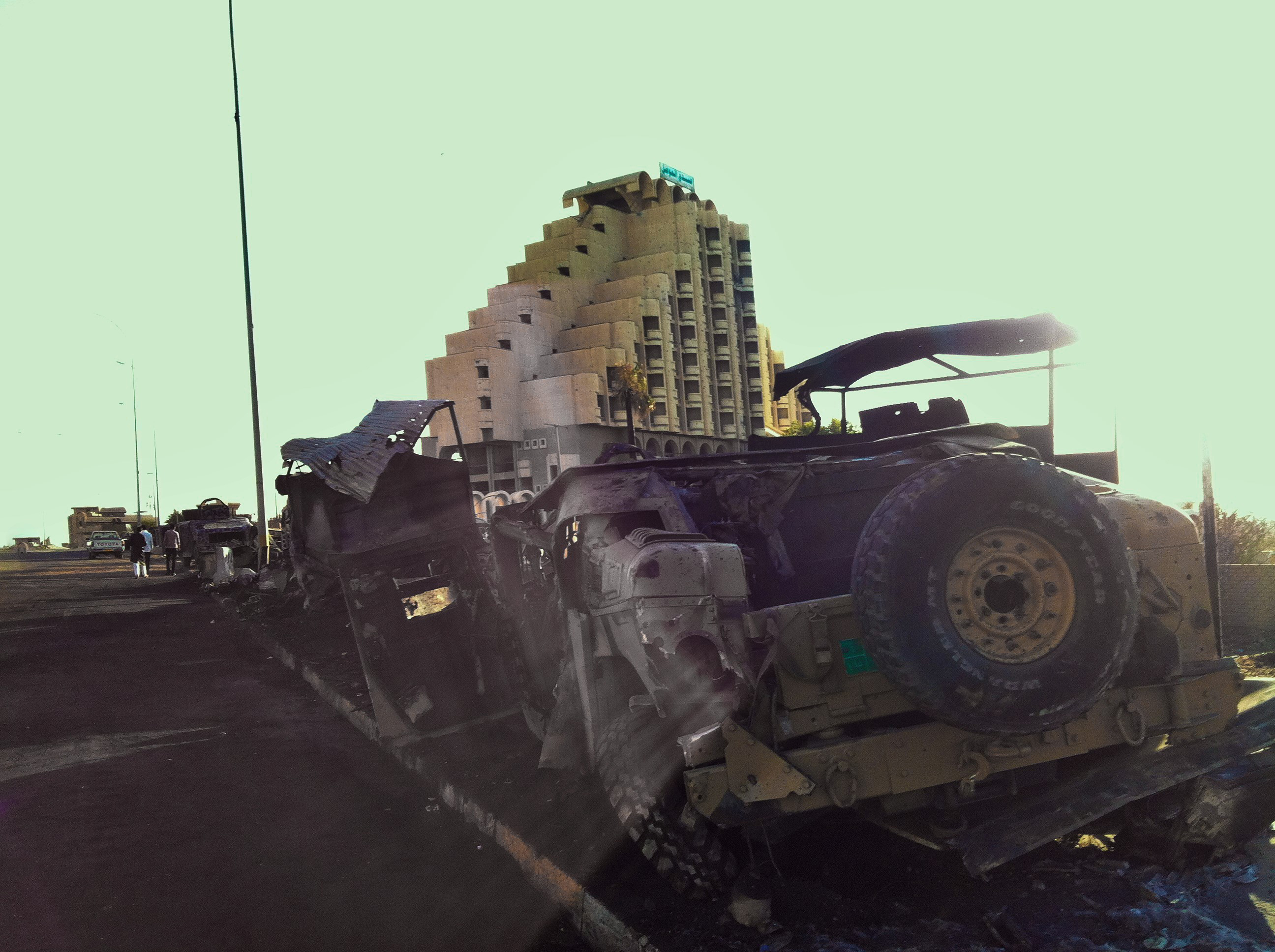
Humvee distrus de un atac al ISIS la Mosul

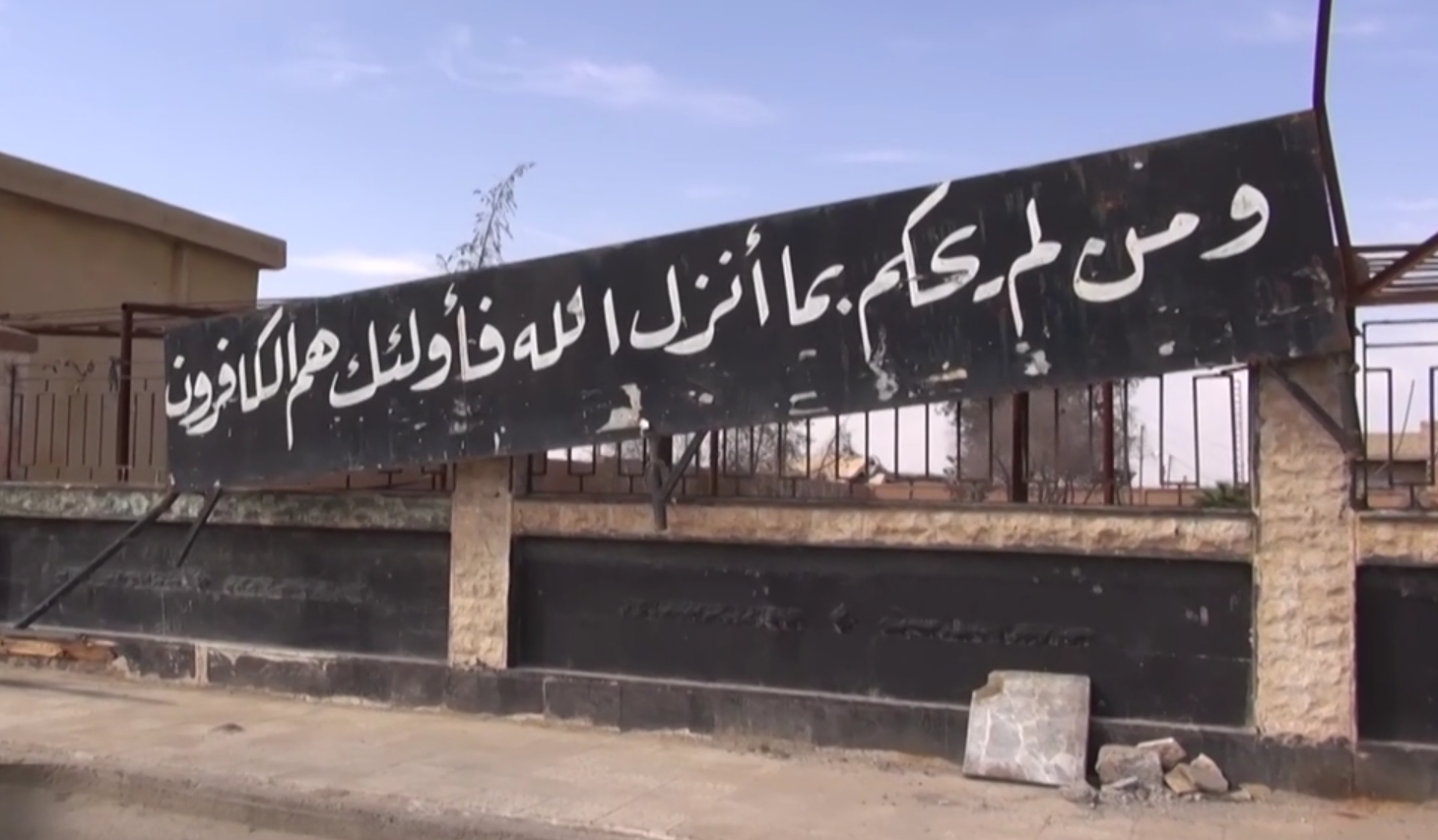
Afis ISIL pe care scrie "Cei care nu sunt sub conducerea lui Allah vor fi considerați un infidel ", acest edict a fost folosit ca justificare pentru mai multe execuții în al-Shaddahah.

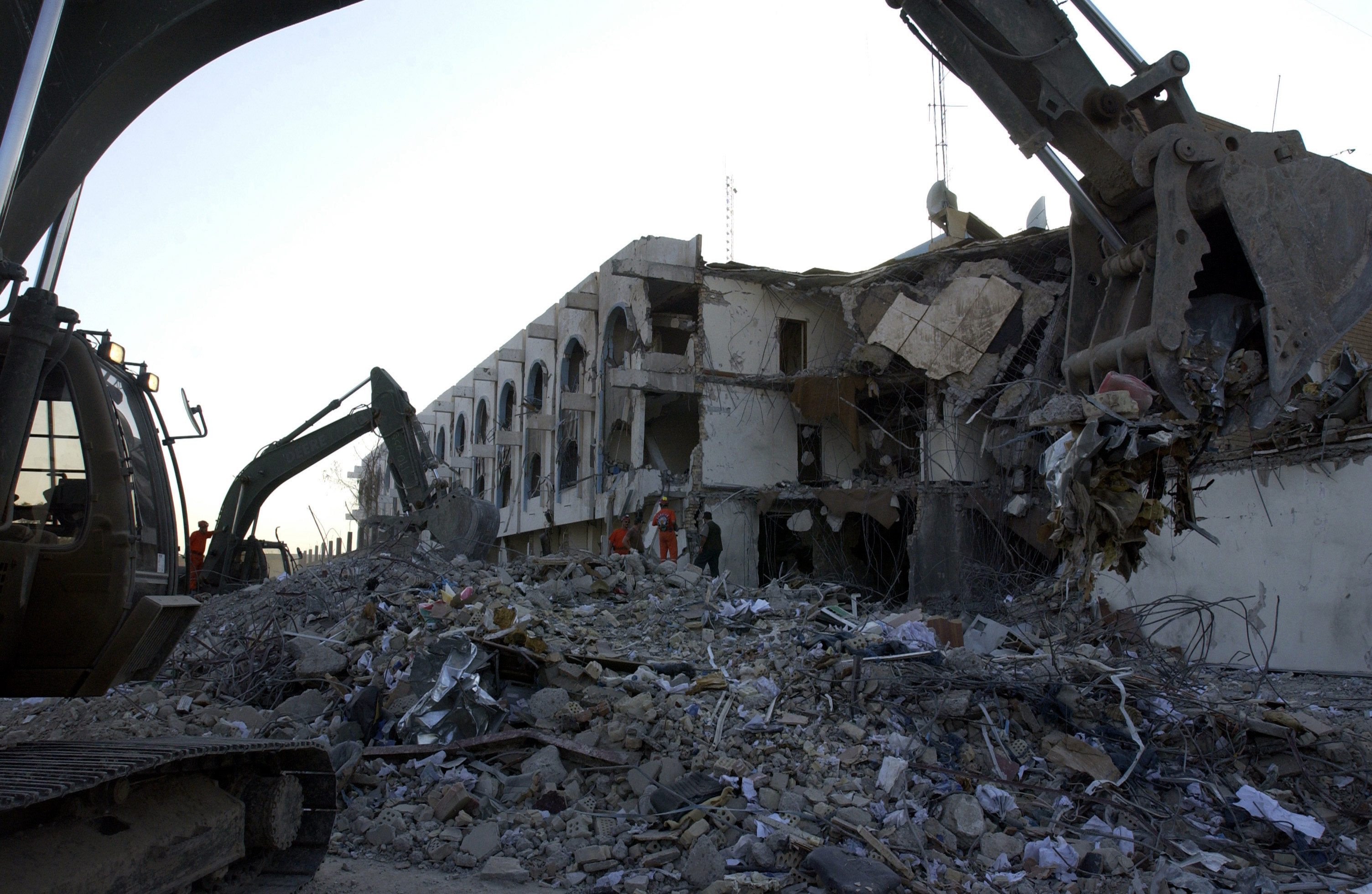
Sediu ONU din Baghdad distrus de un atentat terorist coordonat de al-Qaeda din Irak

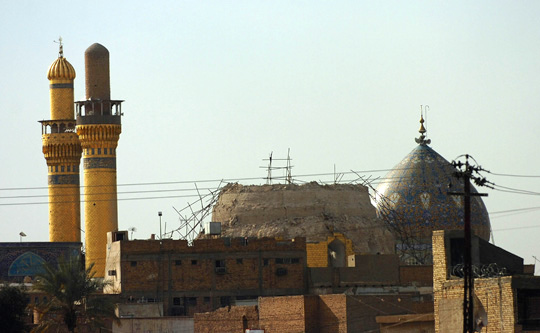
Moscheea Al-Askari avariata de o explozie in 2006 in urma unui atentat terorist

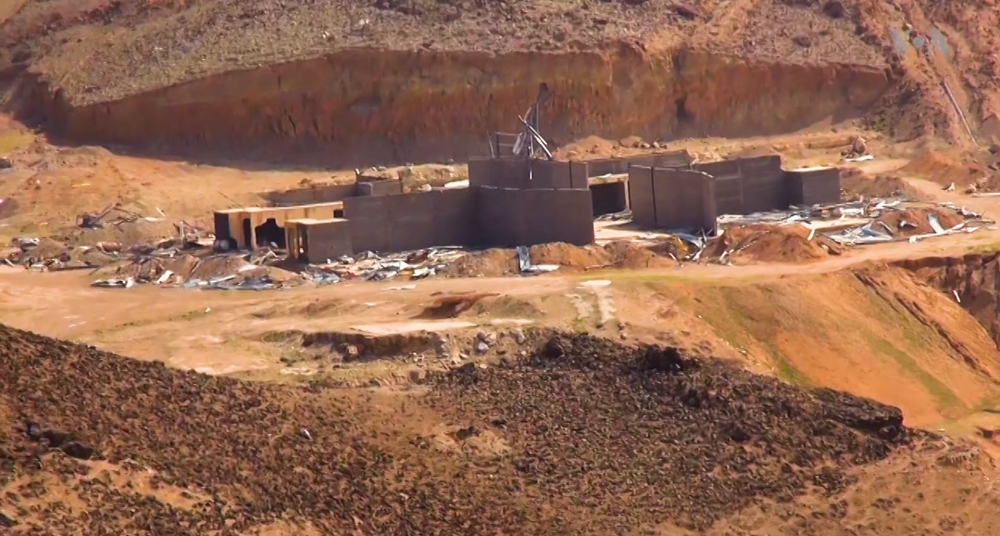
Fabrica de arme chimice distrusa ce a apartinut Statului Islamic

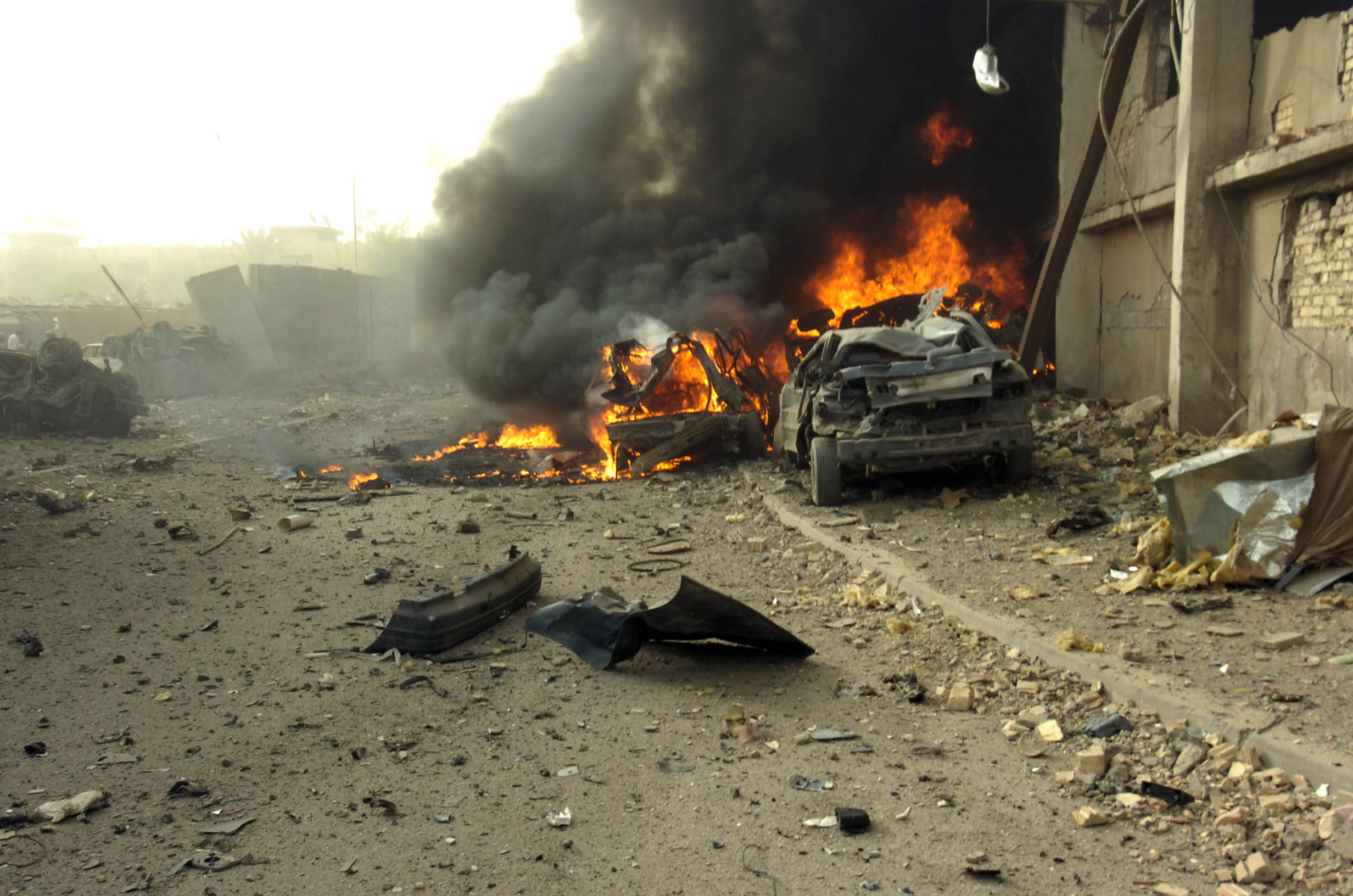
Masina capcana explodata in Irak dupa comiterea unui atentat terorist de catre al-Qaeda

Statul Islamic este o  mișcare jihadista teocratică ce se proclamă drept un proto-stat și un grup salafist/wahhabi.  Ideologia Statului Islamic este reprezentată de Salafismul radical islamist, o formă puritană a islamului sunnit. Ca și rețeaua al-Qaida,  Statul Islamic promovează violență religioasă și persecută nu doar non-musulmanii, ci și musulmanii care nu  sunt de acord cu interpretările sale, fiind catalogați drept "infideli" sau "apostați". Simbolul mișcării este steagul negru al lui Mahomed, cu sigiliul profetului într-un cerc alb, cu fraza scrisă "Nu este niciun alt zeu în afară de Allah". 
Singurul lucru ce-i diferențiază de al-Qaeda și alte mișcări jihadiste, este empatia membrilor acestui grup pentru eschatologie și apocaliptică. Adepții cred  că Ziua Judecății lui Allah și venirea lui Imam Mahdi se apropie și că armata islamică jihadista trebuie să cucerească Roma pentru a îndeplini profeția, iar după al-Baghdadi, autoproclamat drept calif, vor mai veni încă patru califi legitimi până la îndeplinirea profeției conform interpretariilor asupra Hadithului celor 12 succesori. 
Din 2004, membrii grupării au avut drept obiectiv principal fondarea Califatului, un stat islamic care să fie condus de un grup de autorități religioase sub comanda liderului suprem, califul, care se declara drept succesorul profetului Mahomed. 
Al doilea obiectiv reprezintă cucerirea lumii și uciderea tuturor oamenilor considerați "infideli". 
Fiind o mișcare salafista, aceștia militează pentru revitalizarea sunnismului islamist, un concept creat în Egiptul secolului al XIX-lea că răspuns la imperialismul european, iar azi împotriva globalizării. 
Adepții salafisti susțîn întoarcerea la tradițiile salafului, la primele trei generații musulmane, care includ generațiile profetului Mahomed și al companionilor săi "sahabah", al succesorilor lor "tabi'un" și al succesorilor succesorilor "taba tabi'în". Doctrina salafista respinge inovația și susține implementarea legii islamice "sharia". 
Grupul Daesh sau Statul Islamic a fost fondat în 1999 de către salafitul iordanian jihadist  Abu Musab al-Zarqawi, fiind numit atunci Organizația Monoteismului și Jihadului. După intervenția militară americană în Irak, Zarqawi, că lider al sectei războinice,  a condus o serie de atacuri împotriva musulmanilor șiiți din bridada Badr și mișcarea Ba'ath . Acesta a condus atacuri sinucigașe în moscheele siitie, precum și atentate cu bombă  împotriva civililor, instituțiilor guvernamentale irakiene și armatei americane. 
În 2004, Zarqawi a jurat loialiate lui Osama bin Laden și al-Qaeda, redenumind grupul în "Baza Organizației Jihadului din Mesopotamia", cunoscută ca "al-Qaeda în Irak" sau Statul Islamic din Irak (ISI).  A coordonat atacuri împotriva civililor, forțelor guvernamentale irakiene, diplomaților străini, convoaielor militare americane și soldaților. Acesta plănuia alungarea forțelor americane din Irak și instaurarea califatului.
Dar în 2006, Zarqawi a fost ucis într-un bombardament american și a fost succedat de militantul egiptean   Abu Ayyub al-Masri care a unit trei grupuri și șase triburi sunnite pentru a formă coaliția   Mutayibeen  pentru a oprimă  musulmanii șiiți și "ocupanții cruciați" amplasați în Irak.  În 2007, gruparea a plănuit preluarea puterii în vestul și centrul Irakului și formarea califatului, cu capitală la Baqubah. Insurgență împotriva trupelor americane s-a intensificat, soldându-se cu capturari și ucideri. 
Pe 16 mai 2010,Abu Bakr al-Bagdadi a fost numit drept lider al mișcării teroriste, care a servit regimului Saddam Hussein.  Acesta a recapturat fortărețele pierdute în 2007-2008 și a declarat o nouă ofensivă numită "Distrugerea Zidurilor", prin care își ajuta membrii să fie eliberați din penitenciarele irakiene.  Violențele în Irak au escaladat în 2012, cu atentate ce includeau mașini-capcană, rezultând peste 1000 de victime în 2013. 
Din 2011, pe fondul războiului civil din Siria dus de rebeli   împotriva regimului Bashar al-Assad, al-Baghdadi a trimis membri ISI în operațiuni de gherilă în Siria pentru a crea Frontul al-Nusra în Raqqa,Idlib, Deir ez-Zor și Aleppo, condusă de   Abu Muhammad al-Julani.
Al-Nusra a crescut și a câștigat popularitate printre sirieni.  
Pe 8 aprilie 2013, al-Baghdadi a anunțat că al-Nusra are sprijinul deplin al organizației ISI și că cele două grupuri s-au  combinat  în ISIL/ISIS - Statul Islamic al Irakului și Levantului/Siriei. 
Liderul frontului al-Nusra și al-Qaeda,  Abu Mohammad al-Julani  si  Ayman al-Zawahiri, s-a opus unificării celor două grupări, la fel și Al-Juliani. Baghdadi a transmis că respinge conducerea lui Zawahiri și că combinarea celor două grupuri va continuă.  În 2014, al-Qaeda a transmis public că a încheiat relațiile cu ISIS. 
Baghdadi a condus atacuri pentru a eliberra 500 de prizonieri, mulți veterani din insurgență irakiană.  Rebelii afiliați frontului Islamic și ai Armatei Siriene Libere au lansat ofensive împotriva militanților ISIL din Aleppo, însă au fost învinși. Cei care s-au predat au fost executați cu cruzime prin decapitări filmate. 
Pe parcursul aniilor 2014-2015, jurnaliști și militari americani  au fost prinși și executați prin decapitare sau incinerare, acte ce au fost filmate și transmise autorităților guvernamentale, șocând opinia publică. 
Între timp, teroriștii ISIL au ocupat și întărit fortărețele din Raqqa și Aleppo și în același timp au lansat operațiuni de ofensivă în provincia Deir ez-Zor, la granița cu Irakul. 
În ianuarie  2014, ISIL  a capturat Fallujah, iar în iunie 2014 a capturat Moșul. După lupte ce au durat sase zile,   trupele irakiene guvernamentale in numar de 60 000  s-au retras de spaima  de la granița irakiană-saudită la comandă prim-ministrului irakian Nouri al-Maliki pentru a presa Arabia Saudită  . 4000 de prizonieri irakieni capturati de ISIL au fost executati, iar alti 2500 au fost ucisi in lupta. Trupele ISIL, in numar de numai 1500, au pierdut doar 105 de luptatori si propriul comandant Abu Abdulrahman al-Bilawi .    ISIL a continuat seria de masacre la Sinjar, rezultând 2000-4000 de morți.   Aceștia au continuat să captureze orașele precum Tikrit, Baiji, Ramadi, Fallujah și Palmyra. 
Pe 29 iunie 2014, liderul grupării ISIL, Abu Bakr al-Baghdadi, îmbrăcat în straie tradiționale de culoare neagră , a ținut un discurs printr-o transmisiune televizată în care s-a proclamt  calif  al Statului Islamic și instaurarea Califatului, cu autoritate asupra  lumii musulmane.  Conceptul califatului și al statului islamic a fost respins de guvernele și liderii musulmani din toată lumea.
Baghdadi, ca lider suprem, dispunea de doi  lideri deputați, Abu Muslim al-Turkmani în Irak și Abu Ali al-Anbari în Siria, amândoi de etnie turcmena, precum și de un cabinet de lideri seniori. Posesiunile teritoriale din  Irak și Siria erau controlate de "emiri" locali.
Aceștia au creat un serviciu secret cunoscut ca "Emni", care a devenit o combinație dintre poliția internă și directoratul operațiunilor externe cu bransele regionale, condus de operativul sirian și șeful propagandei  Abu Mohammad al-Adnani.  Peste 8 milioane de oameni  trăiau sub controlul Statului Islamic în 2014, ai cărui brigăzi, curți judiciare, forțe polițienești și miliții   le domina fiecare aspect al vieții precum educația și stilul de viață  prin teroare, îndoctrinare și supunere către liderii religioși, încălcând drepturile omului. 
ONU, dar si un lider kurd au  specificat ca ISIS avea deja 200 000 de recruti in toata lumea.  
Aceștia foloseau arme convenționale capturate din depozitele regimului irakian Saddam Hussein, precum și cele capturate de la luptătorii din opoziția siriană.  Au capturat mitraliere și puști (majoritatea de proveniență rusească),  rachete sol-aer, aeronave, vehicule blindate, rachete anti-tanc și drone de la forțele saudite și americane, precum  explozibili și echipamente militare. 
Aceștia au folosit și arme non-convenționale precum camioane ,  mașini-capcană și prizonieri sau voluntar echipați cu bombe și dinamită în atentate sinucigașe. 
Cele mai periculoase arme folosite au fost cele chimice. În iulie 2014, aceștia au capturat materiale nucleare de la universitatea din Moșul, însă n-au putut să prepare armament nuclear.  
Dar au putut fabrica gazul mustard.  
Aceștia au folosit și apă drept armă de război, prin a închide porțile barajului Nuaimiyah în Fallujah în aprilie 2014, ducând la inundarea regiunilor înconjurătoare și tăind aprovizionarea cu apă către regiunea sudică dominată de șiiți.  Peste 12 000 de familii și-au pierdut locuințele și o suprafață de 200 km pătrați ce includea sate și câmpii au fost inundate, afectând economia regiunii, distrugând recoltele și provocând pene de curent. 
S-au folosit și de civili în toate părțile globului pentru a duce războiul sfânt, recrutandu-i și instruindu-i că "mujhaheedini, majoritatea s-au retras însă dezamăgiți că trebuiau să curețe toaletele sau să aibă interdicția de a folosi telefoane mobile pe durata antrenamentelor.  
Și femeile au jucat un rol major în menținerea grupului terorist, acordându-le prim ajutor, gatindu-le mâncare și învățând să devină "nevestele bune ale Jihadului". 550 de femei au fost recrutate din țări străine. Multe dintre ele au fost constrânse să se alăture jihadului.  Locuiau în case mici și mizerabile, infestate de viermi și private de provizii alimentare corespunzătoare.    
S-a creat și o brigada de femei militare  numită "Al-Khanssaa", militând pentru sedentarismul și devotarea față de bărbat și datoria divină maternală. Educația între sexe era respinsă de ideologia salafita a grupării. 
ISIS s-a folosit de propagandă media pentru a-și propaga mesajul și a recruta tot mai mulți adepți prin postere, CD-uri , DVD-uri cu transmisiuni audio-vizuale, pamflete, site-uri web propagandistice și declarații oficiale, ceea ce a dus la crearea Fundației Al-I'tisam Media și Fundației Ajnad for  Media Production, având angajați specializați în creare de conținut audio. Aceștia au creat apoi  Al Hayat Media Center care să transmită mesaje și materiale audienței occidentale în limba engleză, germană, rusă și franceză. Au publicat chiar și reviste digitale în limba turcă, franceză și arabă, și au emis transmisiuni radio în arabă, rusă și engleză în Siria, Irak și Libia. 
Teroriștii s-au folosit de rețelele de socializare ce aparțineau companiilor americane, precum Twitter și Facebook pentru a transmite mesaje criptate cu poze și clipuri video cu executarea prizonierilor, decapitarile, impuscarile, incinerarea prizonierilor de vii încuiați în cuști, inecarea acestora. 
Prin brutalitatea sa, ISIS speră să transmită un mesaj prin care se consideră drept un loc emoțional și atractiv pentru  toți oamenii  de felul teroristilor, care sunt respectați și numiți "frați" și "surori", să lupte ca jihadiști ca  să-și asigure răsplata de după moarte și intrarea în Rai.  Aceștia postau imagini pe social-media cu "jihadiști morți ce zâmbeau, salutul ISIS cu  mâna dreapta pe indexul ce evidenția in scris răsplată cerească". 
ISIS și-a asigurat veniturile din ocuparea teritoriilor, precum controlul asupra băncilor, rezervelor de petrol, jafuri, răpiri pentru răscumpărare, donații de la diverși emiri ai Arabiei Saudite, Qatar și statele din golf, mascate sub forma unor "acte caritabile umanitare" , suportul materian și financiar oferit de luptători străini, fonduri dinspre  rețele de comunicații moderne.  In total, a acumulat o suma de 2 miliarde de dolari. 
ISIS a creat de asemenea o moneda proprie, dinarul de aur modern, fabricat din aur topit, precum și dinarul de argint și cel din bronz, după modelul celor folosite în Califatul Omeiad în secolul al VII-lea. Însă gruparea islamistă și-a păstrat economia bazată pe dolar.
Tratamentele aplicate civililor de către ocupanții ISIL  au fost pline de cruzime.   Au ucis bărbați, femei, bătrâni și copii.  Au instaurat Sharia în Mosul pe durata ocupației, interzicând școlilor să predea arta, muzica, istoria națională ,literatura și religia creștină, precum și teoria evoluționistă, chiar dacă nu a fost predată niciodată în școlile irakiene. 
Cântecele patriotice și picturile au fost catalogate drept blasfemii. 
Au impus stilul vestimentar tradițional și au atenționat femeile să se acopere de tot, inclusiv chipul, sau vor suferi pedepse severe.  Au ordonat că toate manechinele din magazinele vestimentare să fie acoperite.  
Au interzis în totalitate alcoolul și tigarine cu tutun, de asemenea i-au pedepsit cu moartea pe cei acuzați de sodomie, adulter, posesiune de produse de contrabandă, viol, blasfemie, vrăjitorie, renunțarea la islam și crimă. Execuțiile au fost brutale, prin bătaie cu pietre, crucificări, incinerari, aruncarea condamnaților de pe clădiri înalte, spânzurare și decapitări.    I-au pedepsit cu amputarea pe cei acuzați de furt. 
Au interzis muzica ascultată în mașini, petreceri, magazine și în public, precum și fotografierea oamenilor.
Teroriștii ISIL s-au inspirat după practicile din Arabia Saudită, forțând populația să ia parte la rugăciuni zilnice, introducând pedeapsa cu moartea și distrugând bisericile creștine și moscheile sunnite. 
Au recrutat copii ca să lupte pentru cauza jihadismului salafit. Mulți au fost folosiți în atacuri sinucigașe cu bombă. De asemenea,  au folosit violul ca armă de război, chiar dacă conform shariei este interzis și au vândut femei ca sclave sexuale. Au persecutat și executat jurnaliști precum jurnalistul japonez    Kenji Goto pentru care au cerut răscumpărare de 200 milioane de dolari. 
În nordul Irakului, au folosit arme chimice  precum gazul mustard asupra kurzilor în august 2015 și au intoxicat oameni la Kobani cu   gaz de clor. 

## Intervenția coaliției CJTF–OIR

### Intervenția în Irak

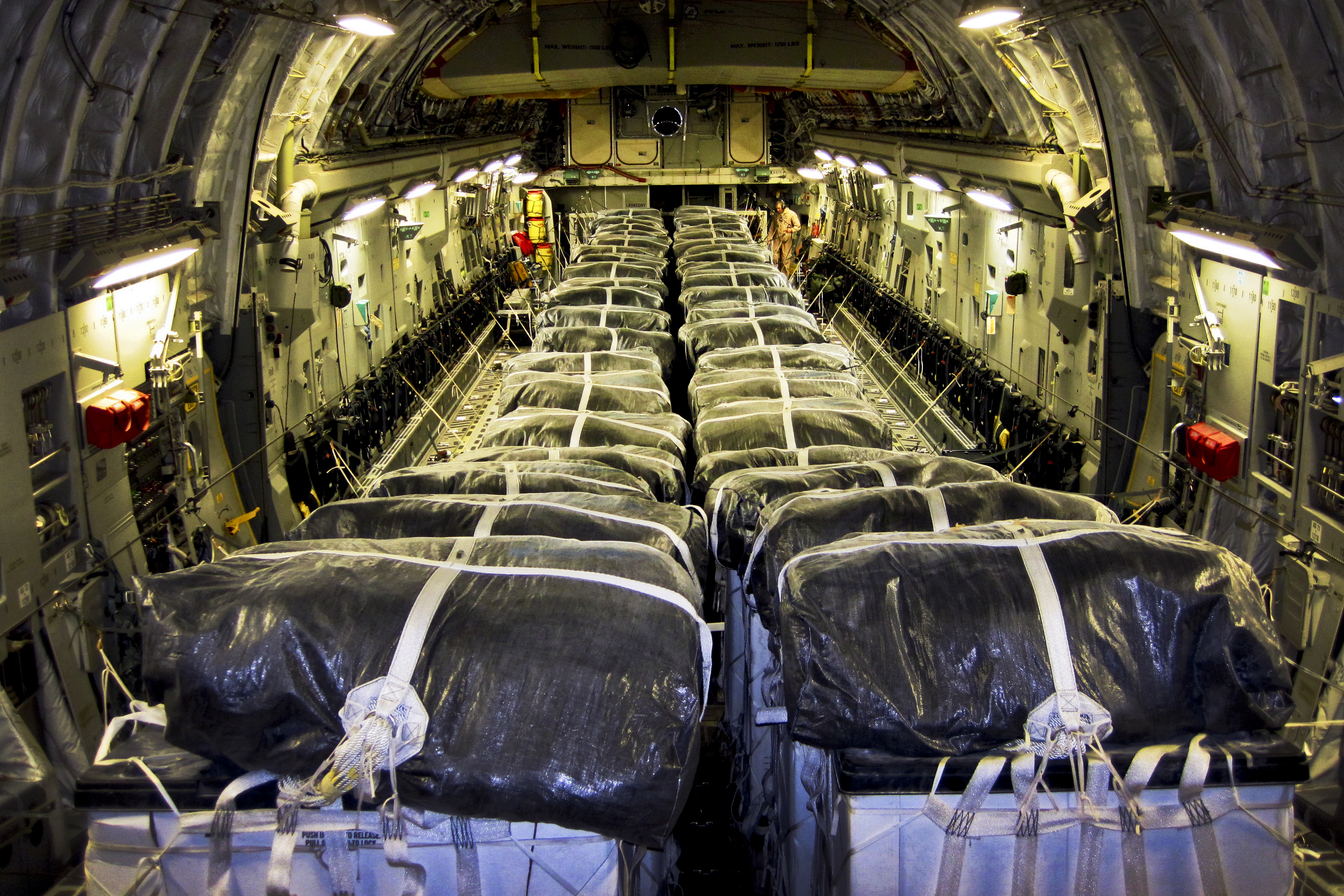
Provizii pentru refugiatii din Irak

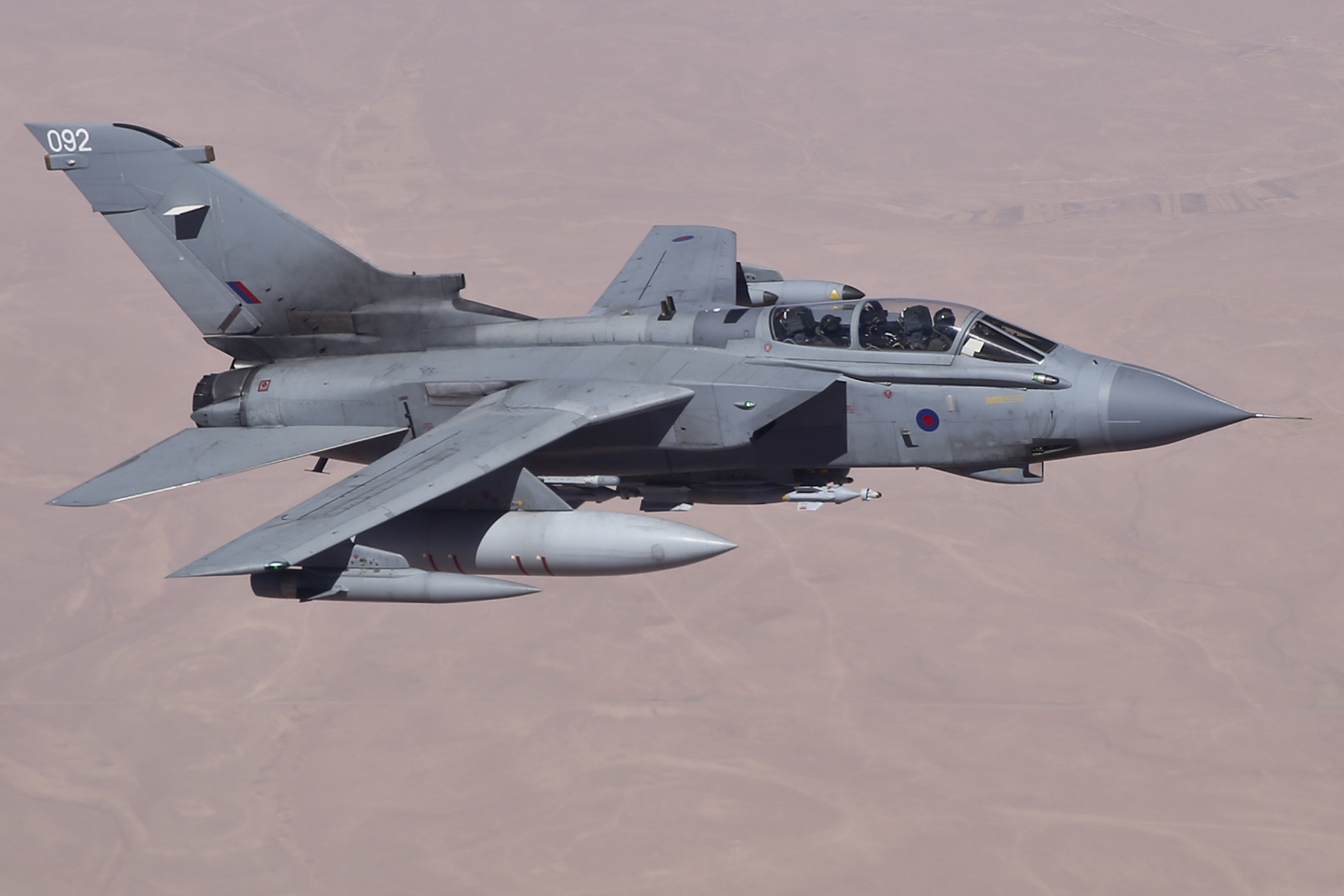
Avion canadian CF-188 Hornet

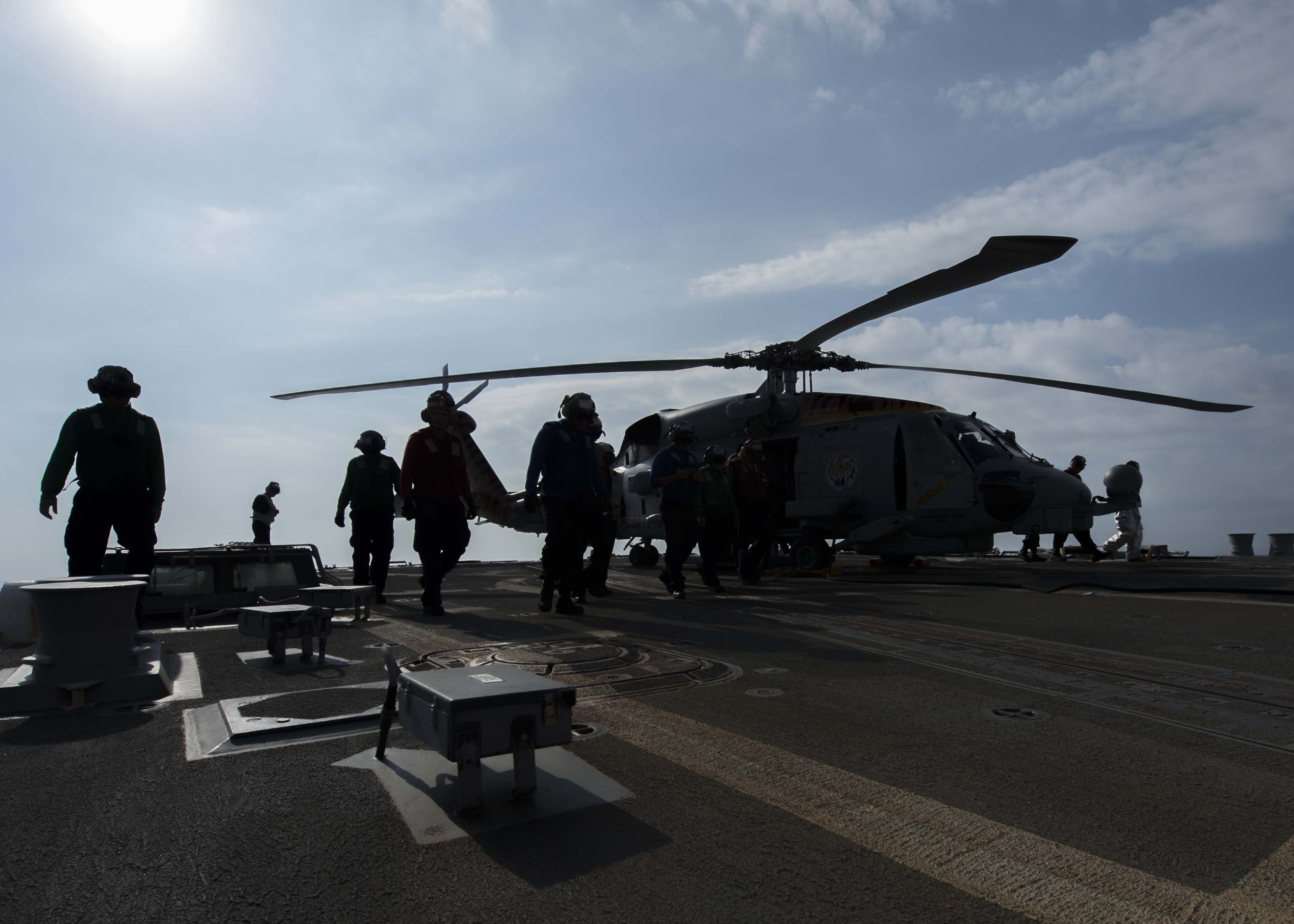
Un elicopter pe portavionul USS Dewey in cadrul Operatiunii Inherent Resolve

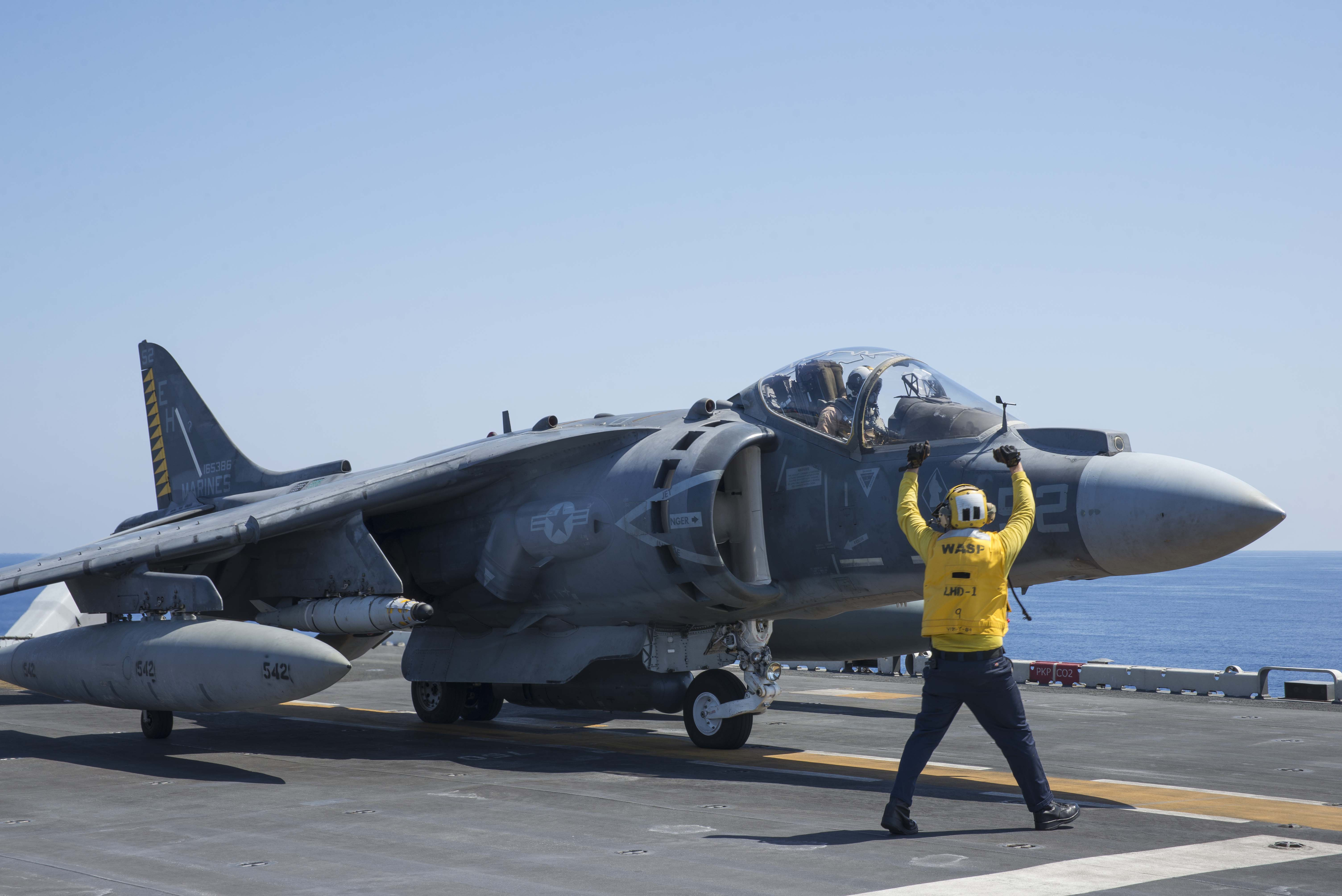
Avionul AV-8B decoland de pe portavionul USS Wasp

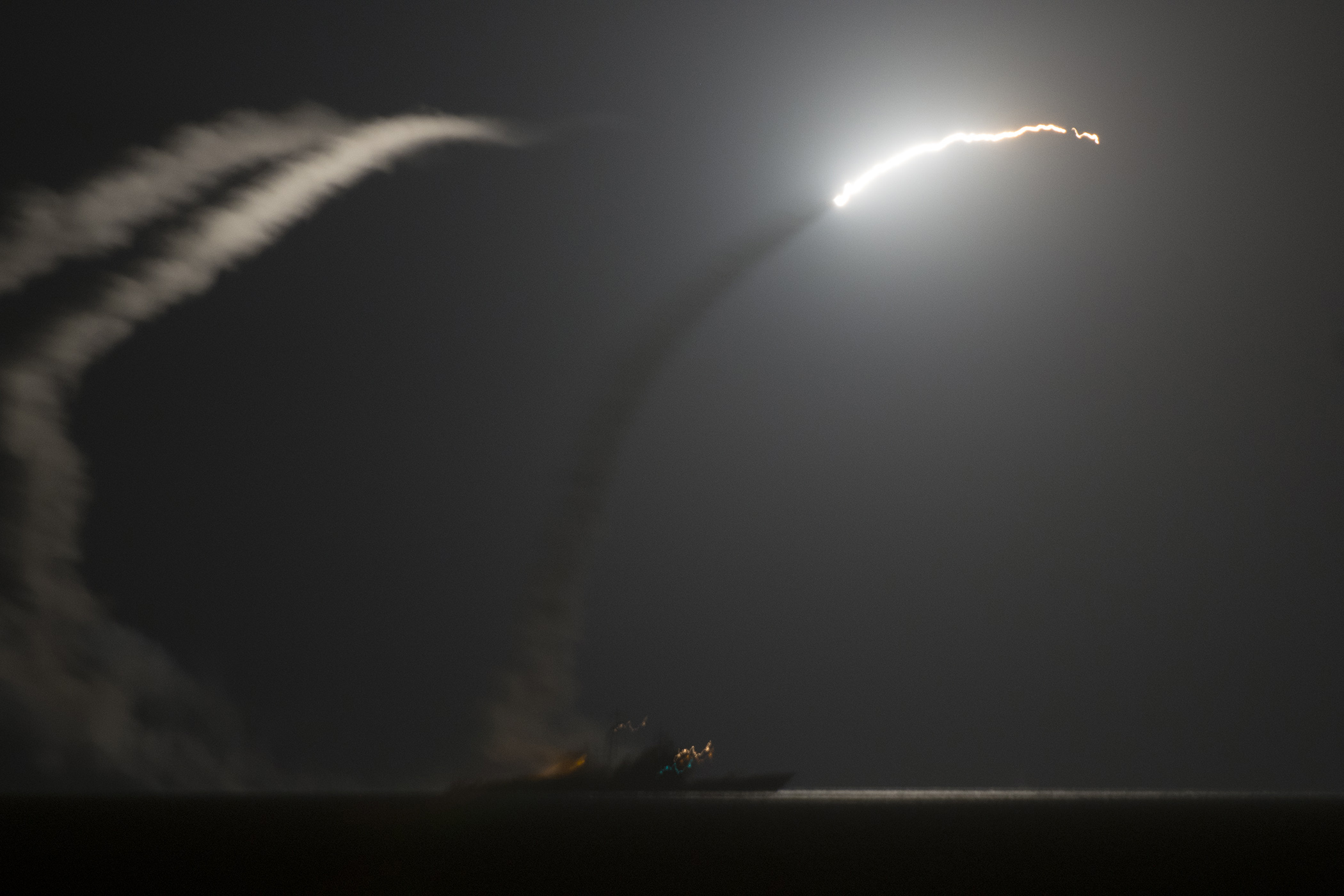
USS Philippine Sea lanseaza rachete Tomamhawk

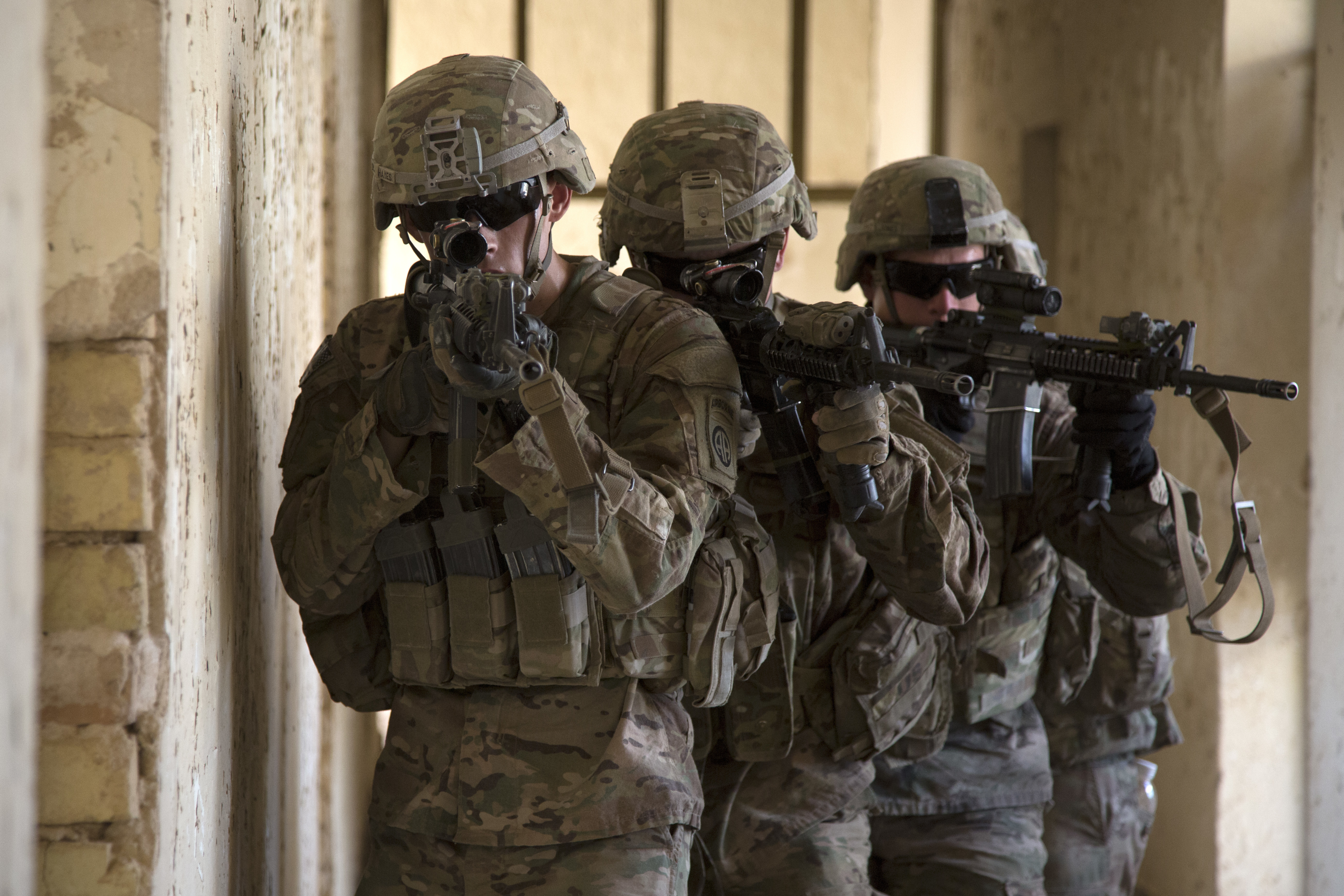
Parasutisti americani din Bravo Troop, escadronul 5, regimentul de cavalerie 73, brigada a treia, divizia aeriana 82

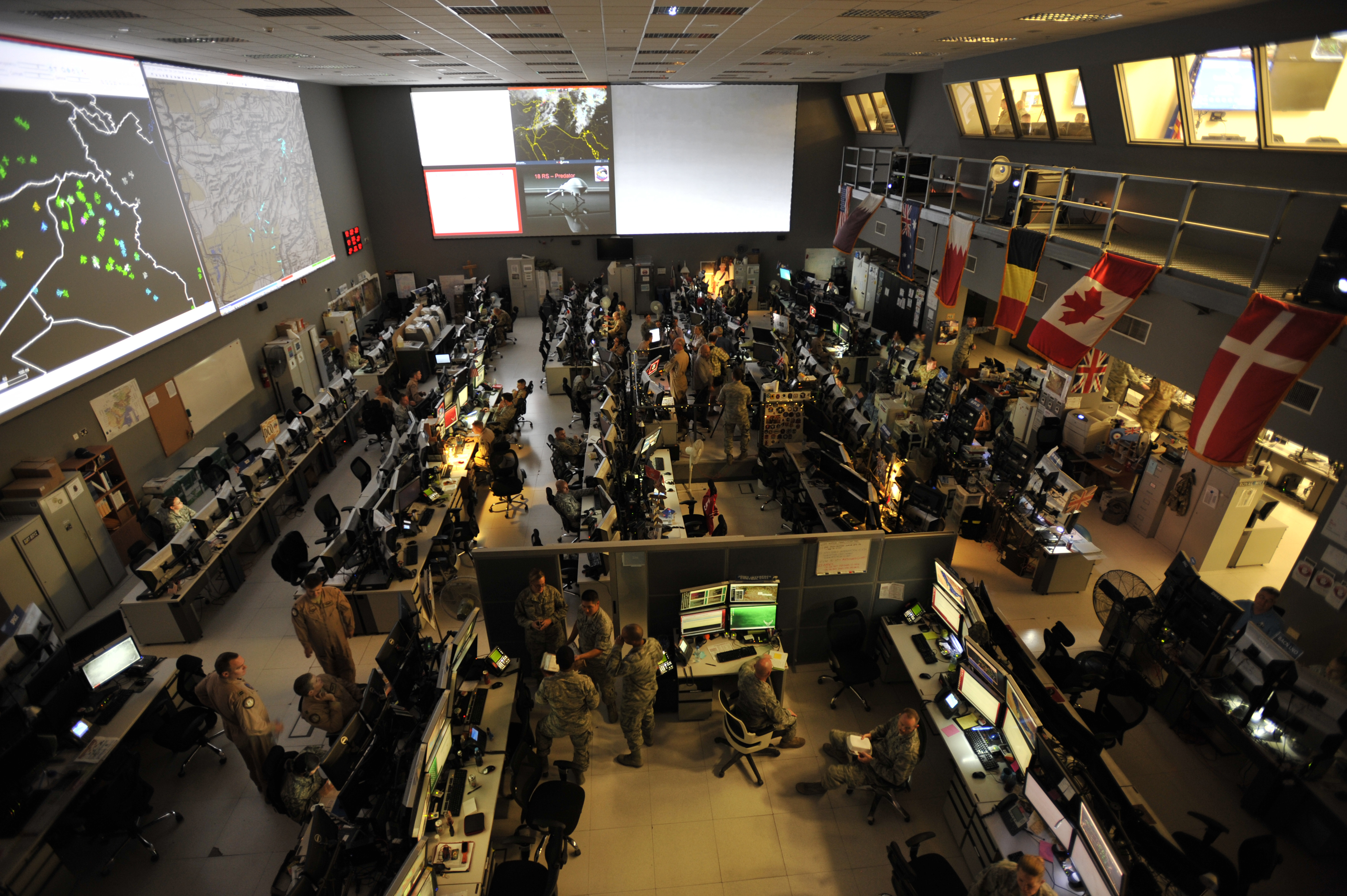
Centrul de operatiuni in aer si spatiu din Qatar

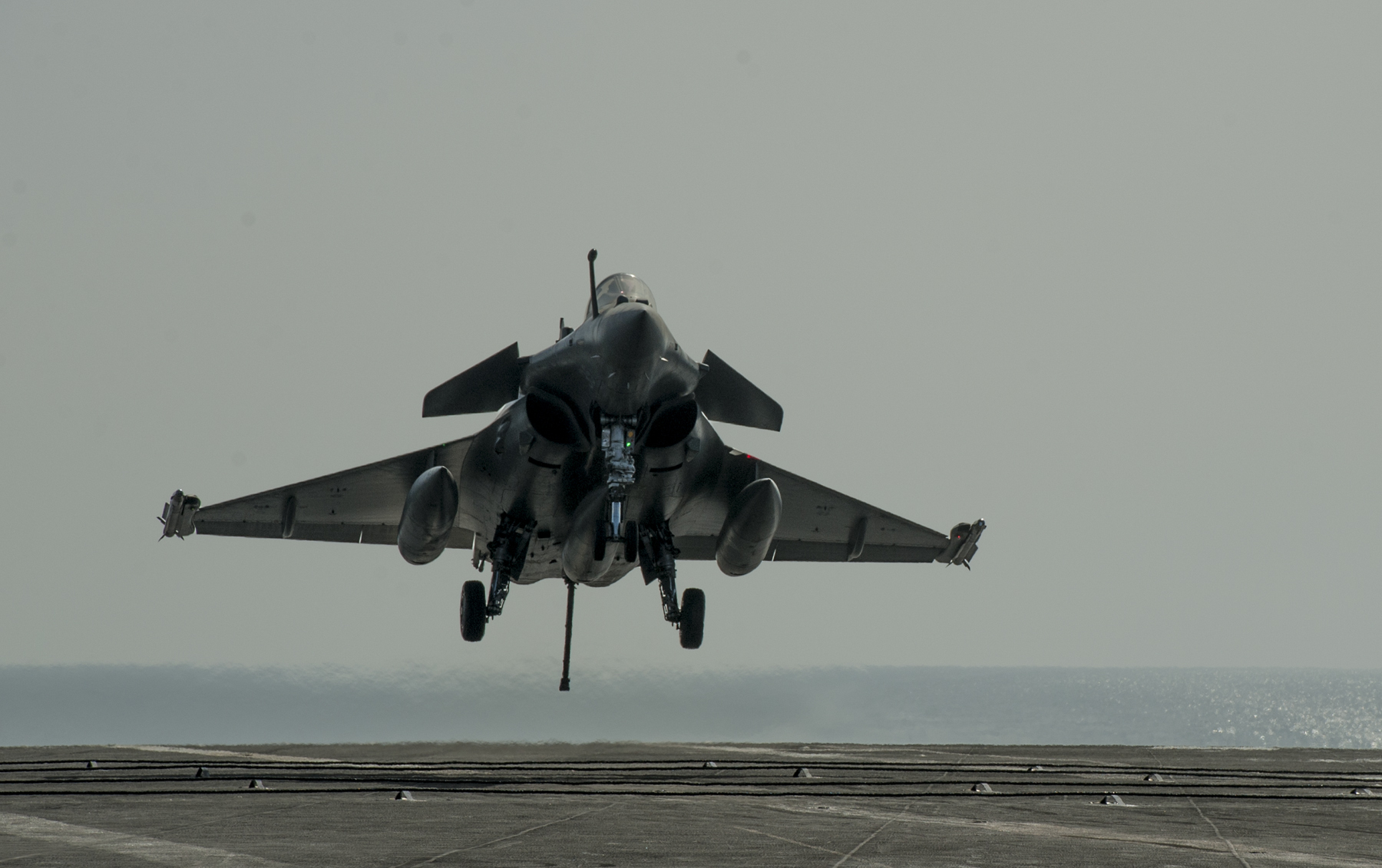
Avion francez Dassault Rafale aterizand pe portavionul USS Carl Vinson.

Din iunie-iulie 2014, Iordan și Arabia Saudită și-au trimis trupele la granița cu Irak, pentru a ajuta guvernul irakian să-și recapete controlul asupra teritoriului ocupat de teroriști.
În iulie 2014,ISIL avea 6300 de luptători recrutați, mulți dintre ei provenind din rândurile Armatei Siriene Libere și rebelilor siriani ce au luptat împotriva lui Assad. Mulți dintre refugiații amplasați în tabere  purtau pașapoarte siriene false, fiind de fapt membri ISIS sub acoperire ce voiau să ajungă în Europa. 
Pe 3 august 2014, ISIS a capturat orașele Zumar, Sinjar și Wanna din nordul Irakului și mii de locuitori yazidisi au fugit de frică ostilității militanților ISIS.  Din cauza că aveau nevoie de alimente și apă, fiind amenințați cu genocidul, guvernul Statelor Unite și forțele armate americane au lansat operațiuni împotriva teroriștilor ISIS din Irak din dată de 7 august 2014. 
După ce au trimis trupe și aeronave în Irak, în august 2014,  SUA au aprovizionat  trupele kurdo-irakiene Peshmerga  cu arme și muniții, precum și cu alimente pentru refugiații care fugeau din calea teroriștilor ISIL. 
Pe 9 august, președintele american Barack Obama a susținut că bombardarea țintelor ISIL în Irak va fi un proiect îndelungat.  Pe 16-19 august, forțele guvernamentale kurdo-irakiene, cu suportul aerian american, au putut recupera barajul Moșul, cel mai mare din Irak.   Pe 10 septembrie 2014,  președintele Obama a anunțat că va intensifica operațiunile aeriene și că va aduce încă 500 de trupe americane. 
Pe 5 august 2014, Zalmay Khalilzad,  fost ambasador american al Irakului și ONU, a scris în Washington Post că Statele Unite sunt direct implicate în aprovizionarea cu muniții pentru kurzi, cu acordul irakian, precum arme mici prin intermediari CIA precum sisteme portabile anti-tanc. 
Tot mai multe țări aliate, precum și membri NATO și partenerii din orientul mijlociu au acordat forțelor irakiene și kurde arme, echipamente, muniții și suport pentru instrucție.  Peste 6500 de irakieni au fost antrenați de Building Partner Capacity (BPC).
Au fost intensificate și eforturile umanitare, Statele Unite, Regatul Unit și Australia  aprovizionand refugiații yazidiți din nordul Irakului și munții Sinjar cu sticle de apă îmbuteliată și tone de alimente în august 2014. Sute de femei, bărbați și copii yazidiți au fost răpiți sau uciși de militanții ISIL ce i-au înconjurat.
30 000 de yazidiți au fost  înconjurați pe munte de trupele ISIS, primind provizii parasutate pe cale aeriană, precum apă, mâncare și adăpost  
Pe 7 august, președintele Obama a adresat un discurs prin care descria condițiile oribile din Irak  și că protejarea refugiaților yazidiți l-a determinat să intervină militar în Irak pentru a proteja și viețile americanilor, dar și grupurile de minorități din Irak.  Acesta a anunțat că va face orice e posibil pentru a opri avansul teroriștilor ISIL către Erbil, capitală regiunii autonome kurde. Pe 8 august, SUA au inițiat operațiunile aeriene de bombardare a țintelor ISIS și au adus 800 de trupe terestre americane pentru a securiza Consulatul din Erbil și ambasada de la Bagdad. 
Pe 10 august, având suport aerian, forțele kurde au putut recaptura orașele din Mahmour și Gweyr de sub controlul ISIS.    Până pe 11 august, avansul ISIS a fost încetinit în nordul Irakului. În zilele 8-13 august, bombardamentele aeriene americane și trupele terestre kurde au putut salva viețile a 45 000 de refugiați yazidiți, prin a-i evacua din munții Sinjar.  Pe 13 august,  130 de consilieri militari americani au sosit în nordul Irakului, alături de 20 de  pușcăși marini și alte forțe speciale aduși cu aeronava V-22 pentru a coordona evacuarea refugiaților yaziditi și pentru a se alătură forțelor britanice SAS. 
Pe 16 august, forțele kurde au putut înainta spre barajul Moșul. 
Pe 8 septembrie, armata irakiană, cu suportul aerian american, a putut recupera controlul asupra barajului Haditha și așezarea Barwana. Dar teroriștii au răspuns printr-o transmisiune live în care îl execută public pe David Haines,  angajat voluntar umanitar luat ostatic.  
La sfârșitul lunii septembrie 2014, americanii au  condus 240 de bombardamente aeriene în Irak și Siria și au trimis drone pentru a coordona suportul aerian al trupelor irakiene și kurde fără că  forțele americane terestre să mai pășească pe câmpul de lupta. 
Pe 5 septembrie 2014, la summitul NATO din Newport, Cardiff, secretarul de stat american John Kerry i-a invitat pe miniștrii  din Australia, Canada, Danemarca, Franța, Germania, Italia, Turcia și Regatul Unit la discuții separate pentru lupta împotriva Statului Islamic. Cele nouă state au ajuns la un acord prin care să ofere suport aerian și provizii trupelor din Irak și Siria în lupta anti-ISIS. 
Pe 15 septembrie 2014 a fost desfășurată    Conferință Internațională de Pace și Securitate în Irak de la Paris,  găzduită  de președintele francez   François Hollande, aderând Australia și Polonia la coaliția de combatere a Statului Islamic, alături  de  Bahrain, Egipt, Irak, Jordan, Kuweit, Liban, Oman, Qatar,  Arabia Saudită, Emiratele Arabe, Belgia, China, Cehia , Japonia, Olanda, Norvegia, Rusia  și Spania, garantând suportul oferit guvernului irakian cu asistență militară. 
Dar în octombrie 2014, 800 de militanți ai ISIS au ocupat orașul libian Dernă, jurand loialitate lui al-Baghdadi.  Dernă a devenit astfel primul oraș din afara Irakului și Siriei ce a devenit parte a Califatului Islamic.  Un alt grup egiptean, Ansar Bait al-Maqdis, a jurat și acesta  loiaitate lui ISIS.   În 2015, mulți musulmani radicali din Yemen și Afghanistan s-au oferit voluntari în a fi recrutați de ISIL. 
Talibanii afghani au respins recunoașterea ISIS că grupare aliată și au ucis 65 de militanți ISIS.
Pe 17 octombrie 2014, Departamentul de Apărare a creat  Combined Joint Task Force – Operation Inherent Resolve (CJTF-OIR)—" pentru a formaliza acțiunile militare împotriva ISIS în Irak și Siria. 
Pe 3 decembrie 2014, la sediile NATO de la Bruxelles, diplomații și miniștrii de externe din 59 de state au planificat mijloace pentru combaterea Statului Islamic, iar secretarul de stat John Kerry a susținut că  pentru a învinge ideologia, finanțarea și recrutarea în cadrul Daesh-Statul Islamic trebuie că statele să se concentreze pe discuții, mai degrabă decât pe atacuri aeriene și acțiuni militare. 
Pe 3 decembrie , s-a creat Coaliția Globală de Combatere a Statului Islamic din Irak și Levant alcătuit din SUA, Franța, China , Rusia,  Albania, Austria, Bosnia-Herzegovina, Bulgaria, Croația, Cipru , Estonia, Finlanda, Georgia, Grecia, Ungaria, Islanda, Irlanda, Kosovo, Letonia, Lituania, Luxemburg, Macedonia, Moldova, Muntenegru, Maroc, Nouă Zeelandă, Portugalia, Coreea de Sud, România, Serbia, Singapore, Slovacia, Slovenia, Somalia, Suedia, Taiwan și Ucraina. 
Acestea au ajuns la un acord prin care să expună natură reală al Statului Islamic, să-i taie sursele de finanțare,  să aducă suport militar. 
Obama a anunțat că va crește numărul forțelor terestre la 1213, dar că acestea nu vor lua parte la lupta. A suplimentat trupele cu încă 500 pentru a ajută la instruirea forțelor irakiene. În noiembrie 2014, Obama a dublat trupele americane din Irak la 3100. 
Pe 19 decembrie 2014, generalul american James Terry a anunțat că numărul bopmbardamentelor americane asupra ISIS au crescut la 1361, iar pe 25 decembrie 2014, guvernatorul ISIS al orașului Moșul,  Hassan Saeed Al-Jabouri, a fost ucis într-un atac aerian american. 
Pe 15 ianuarie 2015, s-a raportat peste 16 000 de atacuri aeriene conduse de coaliție. 
Pe 20 ianuarie, SOHR a raportat că liderul ISIS, al-Baghdadi, a fost rănit într-un bombardament aerian de la Al-Qa'im, și că rezultat, s-a retras în Siria.  Pe 21 ianuarie, forțele SUA au coordonat noi atacuri aeriene și au sprijinit forțele kurde să lanseze ofensive pentru a recupera orașul Moșul.
În prima parte a anului 2015, ISIL a capturat teritorii din jurul orașelor Sirte, Benghazi și Tripoli.  Număru trupelor americane în Irak a crescut la 4400. 
Pe 7 martie 2015, gruparea Boko Haram a jurat credință către ISIL, astfel și-a asigurat prezența în Nigeria, Niger, Chad și Cameroon.   Pe 13 martie 2015, un grup de militanți din mișcarea islamică din Uzbekistan s-au alăturat lui ISIS. 
Până în iunie 2015, peste 10 000 de membri ISIS au fost uciși în urmă bombardamentelor aeriene americane în care au fost implicate aeronave precum F-15E, A-10, bombardierul B-1 și F-22 . Din 2015, ISIS a început să piardă teritorii în Irak și Siria, inclusiv Tikrit, Baiji, Ramadi, Fallujah și Palmyra. 
Între timp, și alte forțe militare străine au fost implicate în Irak.  Australia a oferit suport aerian, trimițând   bombardiere F/A-18F Super Hornet pentru a lovi țintele ISIS.   Bombardamentele australiene s-au încheiat după doi ani. 
Regatul Unit a contribuit cu șase aernave Tornado GR4 pentru a coordona misiunile aeriene umanitare în nordul Irakului și pentru misiuni de recunoaștere alaturi de un  Boeing RC-135. 
Premierul britanic, David Cameron, a propus oferirea suportului britanic pentru forțele irakiene în combaterea teroriștilor ISIS și Parlamentul britanic a votat cu 524 de voturi în favoarea intervenție și 43 de voturi contra. 
Pe 27 septembrie 2014,  aeronavele britanice Tornado GR4 au  părăsit baza aeriană din  Cipru, încărcate cu bombe ghidate prin laser, însoțit de un Airbus A330 MRTT pentru aprovizionare cu combustibil, pentru misiuni de recunoaștere, bombardand ținte ISIS pe 30 septembrie. 
Flota regală britanică a trimis   un distrugător HMS Defender să escorteze  portavionul naval american USS George  H.W. Bush în timp ce trimitea avioane să bombardeze  țintele ISIS din Irak și Siria.  
Pe 16 octombrie 2014, ministerul apărării al Marii Britanii a trimis drone MQ-9 Reaper pentru misiuni de recunoaștere.  Câteva săptămâni mai târziu,  o drona a tras în militanți ISIS  la nord de Bagdad.  
După  o altă sesiune parlamentară în care 397 de parlamentari au votat pro și 223 au votat contra    pe 2 decembrie 2015,  David Cameron a putut lansa operațiuni aeriene anti-ISIS și în Siria, trimițând șase avioane de vânătoare   Eurofighter Typhoons și două aeronave Tornado GR4. Peste 330 de militanți ISIS au fost uciși în operațiunile aeriene britanice, fără victime civile.  Regatul Unit a mai trimis și aeronave ca  Sentinel R1, Sentry AEW1, RC-135W Rivet Joint  și  Shadow R1 pentru misiuni de recunoaștere.  
Armata britanică s-a implicat până în 2016 în antrenarea a 31 000 de irakieni și trupe Peshmerga pentru a lupta împotriva teroriștilor. 
Și Canada a luat parte la operațiunile aeriene anti-ISIS din 2 noiembrie 2014 până pe 22 februarie 2016 până când  premierul canadian Justin Trudeau a retras avioane de vânătoare CF-18. 
Canada a contribuit cu operatinea "Impact" din octombrie 2014, fiind trimise șase avioane de vânătoare CF-18, un  Airbus CC-150 Polaris pentru aprovizionare și două aeronave CP-140 Aurora pentru recunoaștere, alături de 700 de soldați. Primul bombardament aerian a avut  loc pe 2 noiembrie,și de atunci numărul aeronavelor CF-18 a fost suplimentat. 
Pe 4 noiembrie, forțele aeriene canadiene au distrus  un echipament de construcții  ISIS cu 12 bombe GBU,  fiind menit să abată cursul răului Eufrat spre satele de pe mal, pentru a le inundă drumurile. 
Pe 14 noiembrie, forțele  aeriene canadiene au distrus artileria ISIS din  așezarea Baiji, din nordul Irakului, iar pe 19 ianuarie 2015, forțele speciale canadiene au fost supuse unui atac ISIS și au trimis un lunetist să neutralizeze amenințarea.  
Pe 29 ianuarie 2015, forțele canadiene s-au ciocnit cu forțele ISIS, ucigând câțiva teroriști.  Pe 6 martie, un soldat canadian a fost ucis accidental de forțe kurde în timp ce se întorcea la postul de observație. 
Pe 8 aprilie, Canada a trimis două avioane CF-18 pentru a bombarda țintele ISIS din Siria, lovind una dintre barăci. Peste 19 vehicule, 10 depozite și 80 de poziții de lupta ISIS au fost distruse conform rapoartelor canadiene. 
Pe 21 octombrie 2015, premierul canadian Trudeau  l-a informat pe președintele Obama că va retrage aeronavele canadiene din operațiunile din Irak și Siria, dar va intensifica antrenarea soldaților irakieni la sol și va continuă misiunile de recunoaștere. 
Pe 24 septembrie 2014, Olanda și-a anunțat participarea la campania militară anti-ISIS, trimițând șase avioane de vânătoare F-16 în Irak să bombardeze țintele ISIS în peste 1800 de  atacuri aeriene și 2100 de misiuni până în 2016. 
Pe 19 septembrie 2014, aviația franceză a trimis nouă avioane de vânătoare supersonice  Rafale pentru a atacă țintele ISIS din Moșul. Pe 23 februarie 2015, flota franceză a trimis portavionul Task Force 473 în Golful Persic pentru a coordona atacuri aeriene de pe portavionul Charles de Gaulle care a lansat 12 avioane Rafale, 9 avioane  Dassault-Breguet Super Étendard, și două avioane  E-2C Hawkeye. În misiuni a participat și fregata franceză Chevalier Paul (D621), submarinul de clasa Rubis și fregata britanică HMS Kent pentru a participa la Operațiunea Chammal. 
După atentatele teroriste de la Paris din noiembrie 2015, aviația franceză a trimis 12 avioane să atace depozitele de muniții și taberele de antrenament ISIS din Raqqa.   

### Intervenția în Siria

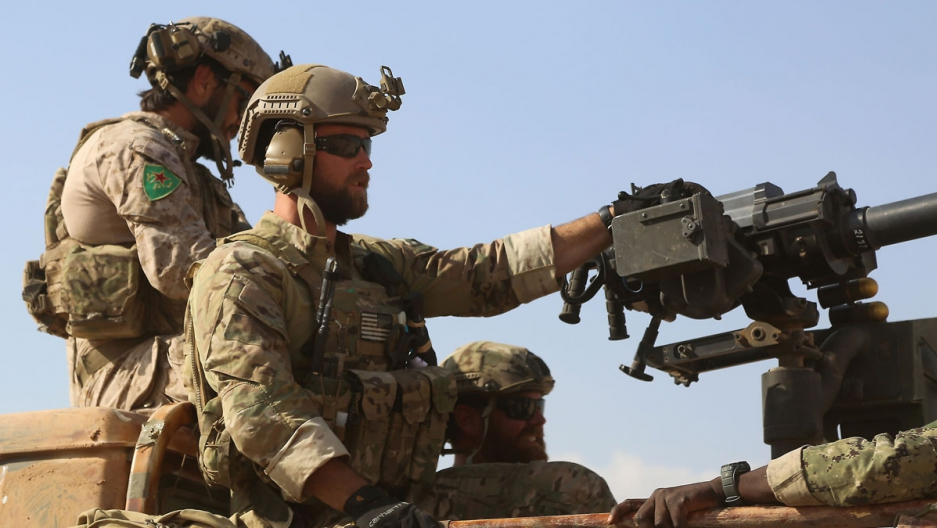
Fortele speciale americane in Raqqa

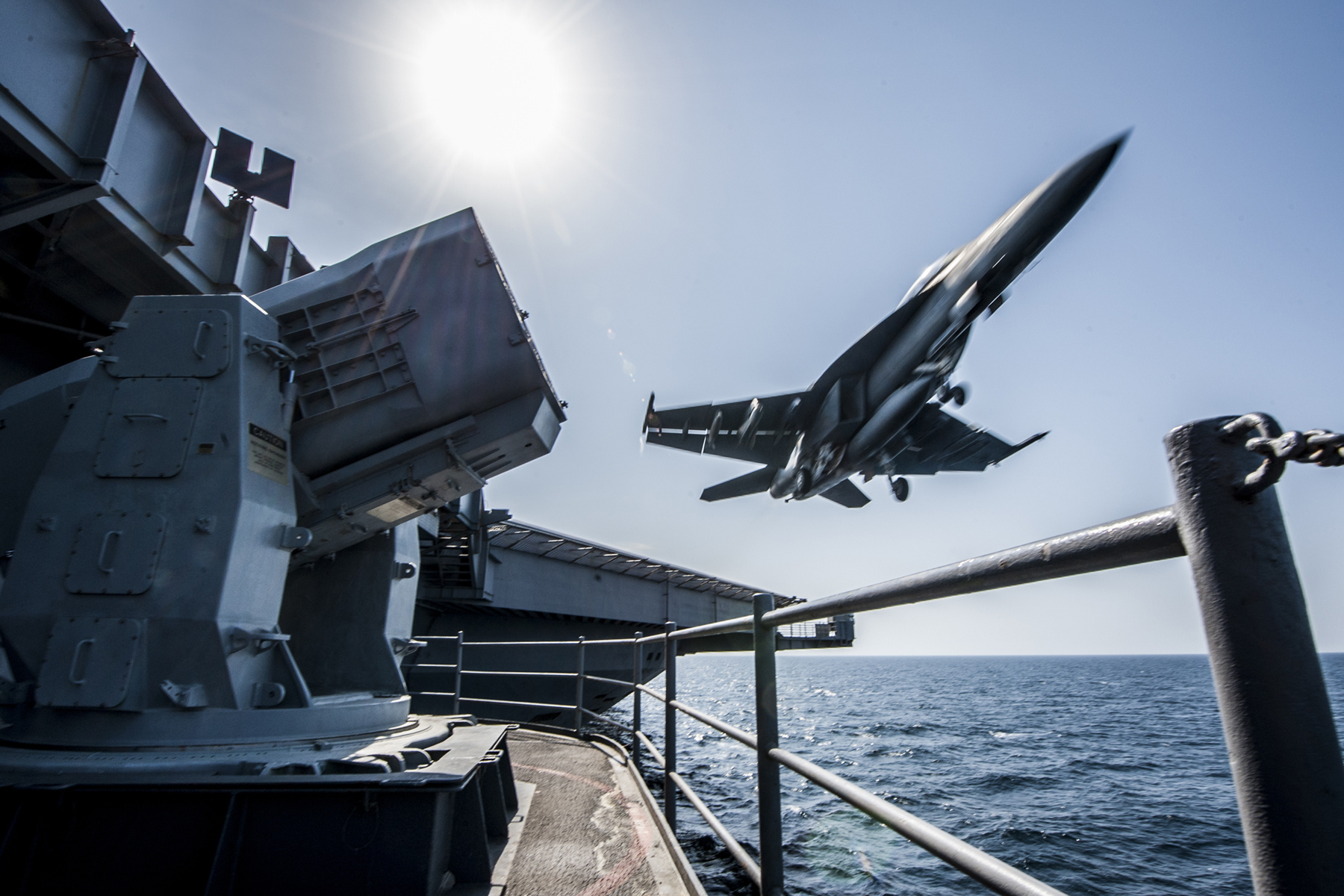
Avion FA-18 decoland in timpul operatiunii Inherent Resolve

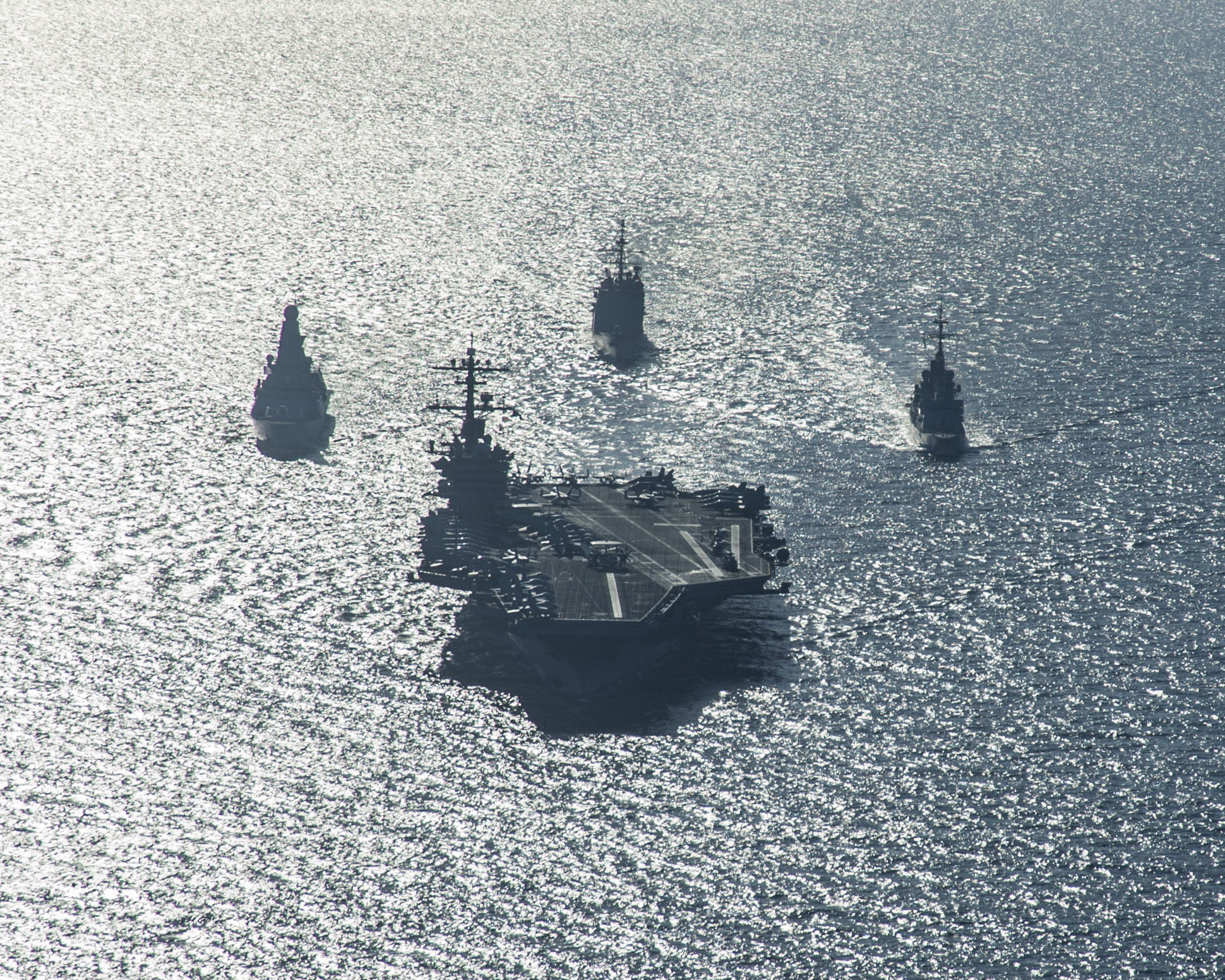
Portavionul american USS Carl Vinson (CVN-70) alaturi de HMS Defender (D36), USS Bunker Hill (CG-52) si Jean Bart (D615)

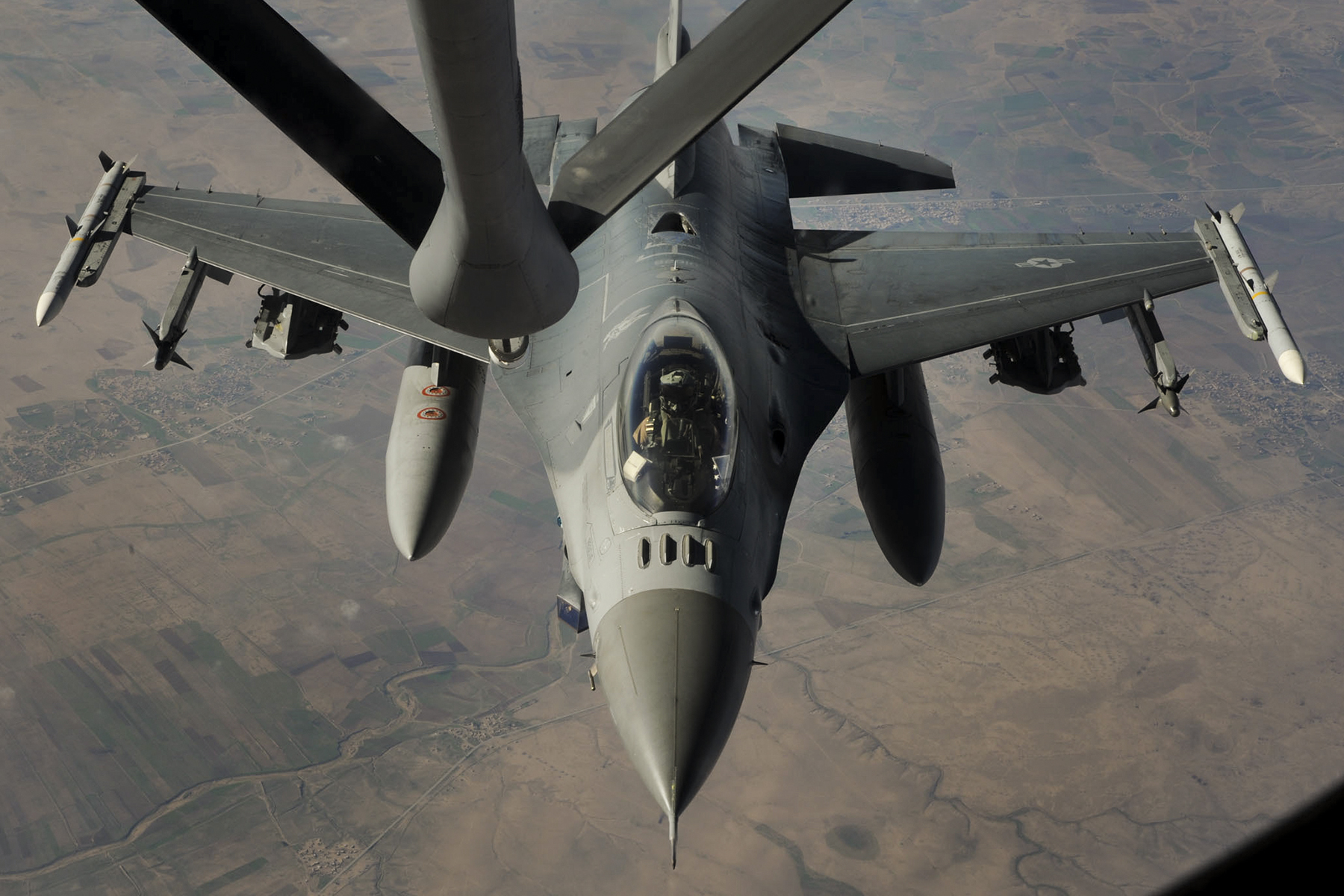
Avion american F-16 Fighting Falcon

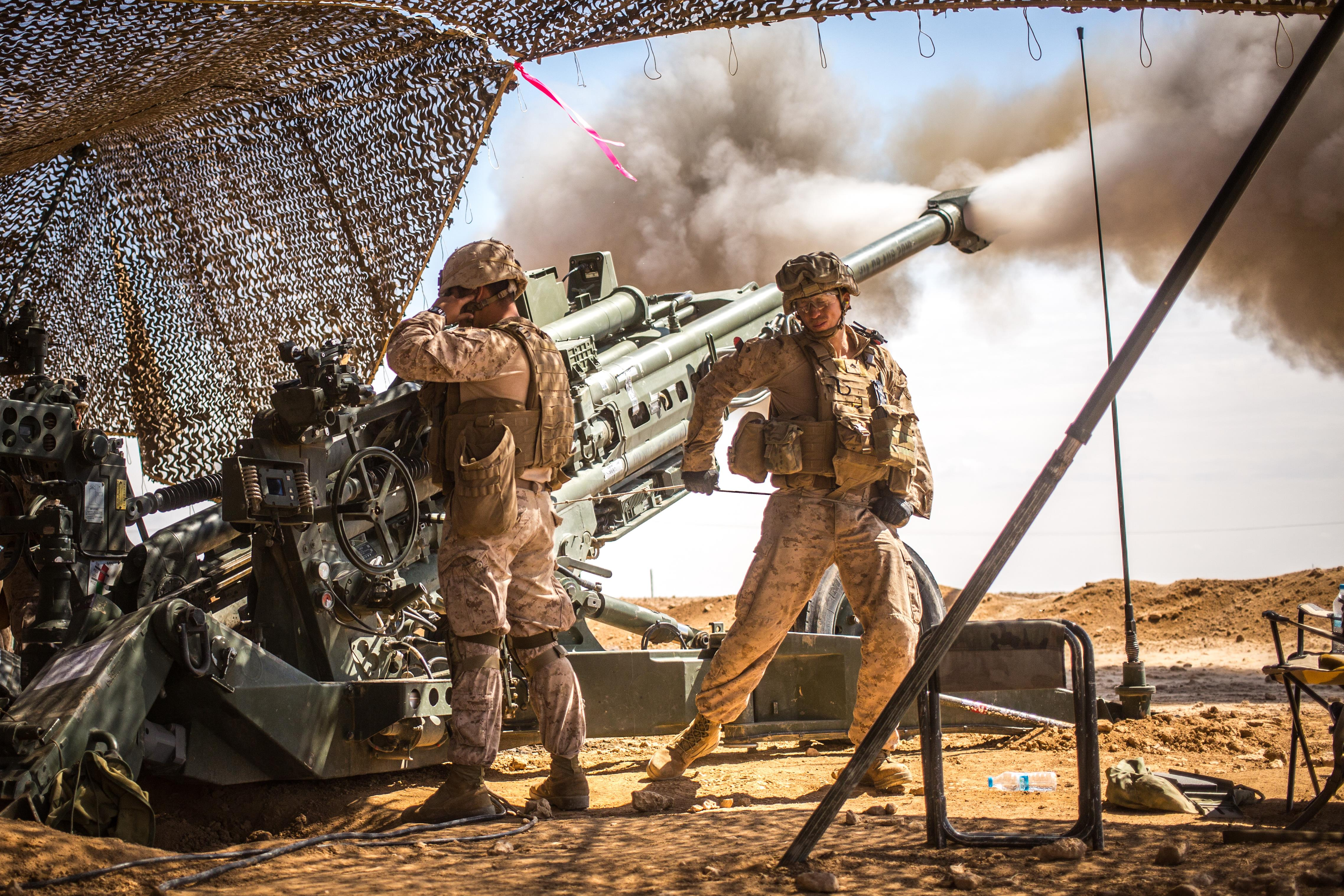
Puscasi marini cu unitatea marina expeditionara a 11-a tragand cu tunul de artilerie M777 in nordul Siriei

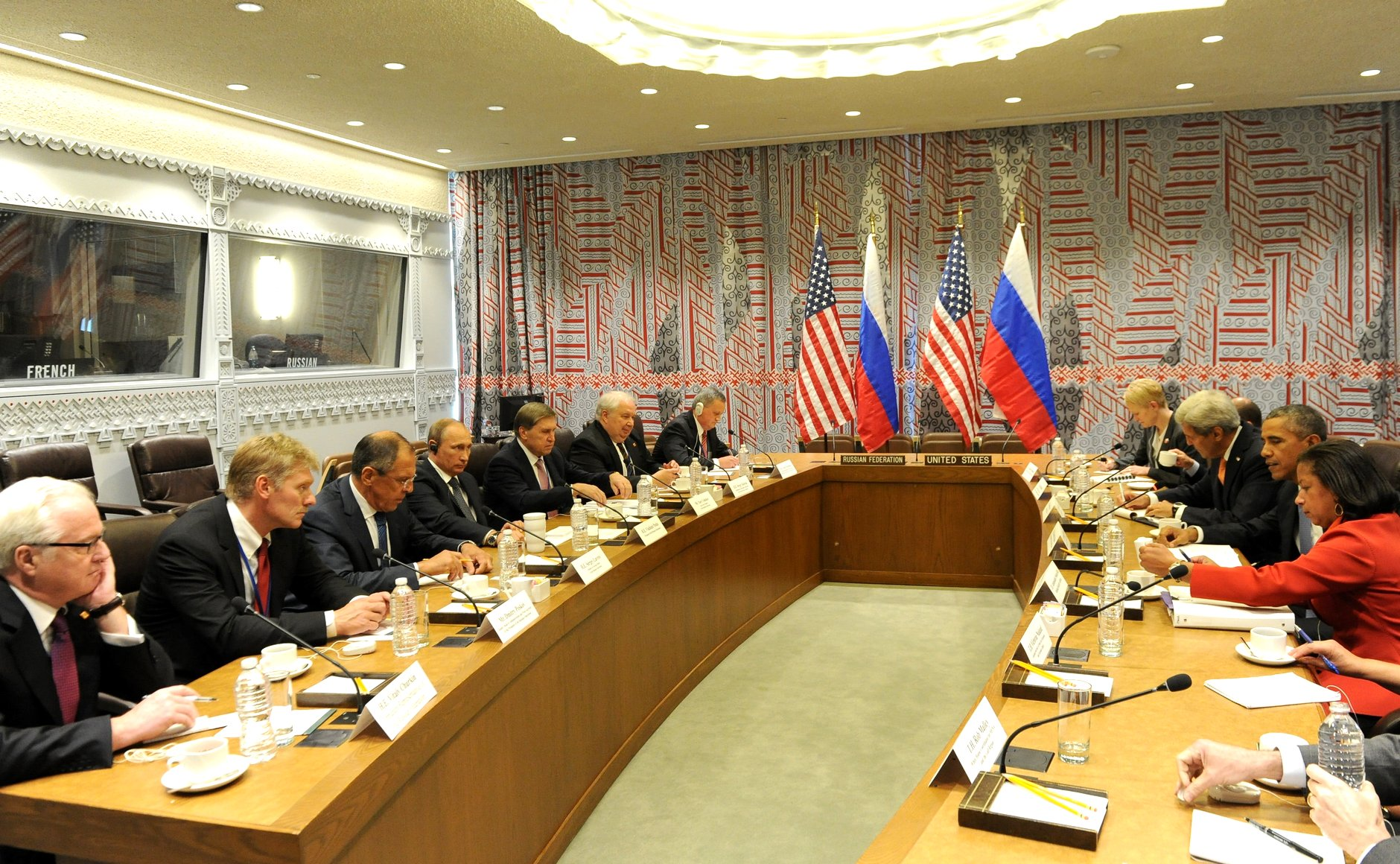
Vladimir Putin si Barack Obama la o intalnire privind combaterea ISIS in 2015

Statele Unite s-au implicat în Siria încă din 4 iulie 2014 bombardand baza militară ISIS "Osama bin Laden, de lângă satul   Uqayrishah.  Forțele de comandă Delta Force au depus eforturi pentru a salva ostaticii, inclusv pe  James Foley, capturați de teroriștii ISIS. Dar operațiunea s-a soldat cu un eșec, iar ostaticii au fost mutați în alt loc, execuțiile acestora fiind transmise prin imagini filmate. 
În august 2014, SUA a trimis avioane și drone pentru misiuni de recunoaștere în Siria, fără să-i ceară permisiunea regimului Assad. Obama a transmis că nu a avut nicio strategie pentru a combate teroriștii în Siria. 
Din 21 octombrie, aviația britanică regală a operat în Siria în misiuni de recunoaștere, simultan cu cele din Irak. 
Obama și CIA au jucat un rol activ în aprovizionarea rebelilor și armatei siriene libere în lupta împotriva teroriștilor și regimului Al-Assad cu bani, instruire, informații și echipamente. De pe 17 septembrie 2014, Camera Reprezentanților ai Congresului american a autorizat antrenarea și înarmarea rebelilor moderați sirieni. 
Regatul Unit a trimis în martie 2015 75 de trupe pentru a instrui forțele siriene în folosirea armelor mici, tacticilor de infanterie și cursuri de prim ajutor.  54 de luptători instruiți ai diviziei 30 au fost capturați și uciși ori au dezertat în lupta împotriva teroriștilor. 
Statele  Unite au lansat atacuri cu rachete Tomahawk din Golful Persic și Marea Roșie pe 23 septembrie 2014 în Siria. 
Obama a anunțat că va bombarda țintele ISIS din Siria cu sau fără acordul Congresului, iar din 22 septembrie 2014, SUA, Barhain, Iordan, Qatar, Arabia Saudită și Emiratele Arabe au inițiat operațiunile de bombardare aeriană a țintelor ISIS din  Siria cu avioane de vânătoare, bombardiere, rachete de croazieră  Tomahawk.  Maroc a trimis trei avioane F-16  sub coordonarea americană în Irak și Siria. 
Pe 24 decembrie 2014, ISIS a doborât un avion iordanian ce zbura deasupra Siriei și l-a capturat pe pilot, a cărei execuție prin incinerare a fost transmisă autorităților. 
Pe 21 august, trei luptători ISIS , dintre care doi erau de naționalitate britanică, au fost uciși la Raqqa de avioanele britanice.  
În octombrie-noiembrie 2015, SUA au intensificat atacurile aeriene în operațiunea "Tidal Wave ÎI", numită după campania de bombardare a țintelor petroliere din România când lupta de partea Axei în cel de-al doilea război mondial. 
Americanii au bombardat câmpurile și instalațiile petroliere de lângă  Deir el-Zour și Omar, aflate sub control ISIS , ce le furnizau 30 000 de barili de petrol pe zi și câștiguri de  1-5 milioane de dolari.  În noiembrie, alte 116 de cinsterne controlate de ISIS de lângă Abu Kamal au fost distruse de patru avioane   A-10 Thunderbolt II și  AC-130 Spectre.
Au participat și avioanele britanice   RAF Tornado și Typhoon. 
Germania a trimis fregata  Augsburg (F213) și avioane Panavia Tornado în misiuni de recunoaștere. Olanda s-a implicat la rândul ei în operațiuni de atacuri aeriene în Siria în ianuarie 2016.

### Libia
După uciderea celor 21 de egipteni coptici creștini în Libia de către teroistii ISIL, Egiptul a condus atacuri aeriene asupra intelor ISIL pe 16 februarie 2015, ucigând 64 de militanți ISIL.
Din decembrie 2014, Statele Unite s-au implicat  în misiuni de recunoaștere în districtul Derna din Libia cu drone și alte echipamente și vehicule aeriene electronice din bazele italiene 
În noiembrie 2015, americanii au lansat atacuri aeriene în Derna, ucigându-l pe liderul ISIL Abu Nabil al-Anbari, comandantul grupării teroriste în Libia. 
Pe 19 februarie 2016, alte noi atacuri aeriene au avut loc asupra țintelor ISIL din Libia, în special tabere de antrenament militar  de lângă Sabratha, ucigând  40 de oameni.  
Pe 1 august 2016, americanii au răspuns cererii ONU de a ataca trupele ISIL din fortăreața Sirte. Peste 104 de atacuri aeriene au fost efectuate de SUA în Libia asupra țintelor ISIL.
Pe 28 septembrie, Fox News a raportat că avioanele și elicopterele americane, precum și dronele, au efectuat 175 de atacuri aeriene în Libia. 
Pe la finalul anului 2016, ABC a raportat că AFRICOM a dus 495 de atacuri aeriene asupra vehiculelor militare și pozițiilor ISIS  în fortăreața Sirte.  Operațiunea Odyssey Lightning s-a încheiat pe 19 decembrie. 
Noi atacuri aeriene au fost duse și în anul 2017 asupra țintelor ISIL.

### Cameroon
În octombrie 2015, cu aprobarea guvernului din Cameron, SUA a amplasat 300 de soldați în țara respectivă în efectuarea misiunilor de recunoaștere și să ofere suport forțelor locale în lupta anti-ISIS.

### Afghanistan
BBC a raportat că ISIL și-a stabilit baze și în provincia Khorasan dintre  Afghanistan și  Pakistan în ianuarie 2015. Gruparea s-a propagat în cinci provincii din Afghanistan: Helmand, Zabul, Farah, Logar și  Nangarhar, în încercarea de a se extinde și recruta noi luptători, de la 1000 la 5000.  
Trupele americane, aflate încă în misiune și în colaborare cu forțele afghane guvernamentale, l-au ucis pe comandantul ISIL din Afghanistan,  Mullah Abdul Rauf Khadim. În iulie 2015, o drona americană l-a ucis pe liderul ISIL din Pakistan,  Shahidullah Shadid și 24 militanți în provincia Nangarhardin Afghanistan. 
În ianuarie 2016, Obama a trimis o directiva la Pentagon pentru a primi mai ușor aprobarea efectuatii atacurilor aeriene asupra țintelor ISIL din Afghanistan, în special în Tora Bora din provincia Nangarhar.  În aprilie 2016 s-a estimat că peste 2000 de militanți ISIL din Afhghanistan au fost uciși de forțele americano-afghane.  
Pe 4 octombrie 2016, un soldat american din compania B, al doilea batalion,  din forțele speciale terestre, a fost ucis de o bombă în Achin, Nagarhar, când patrula cu forțele afghane.  A fost primul soldat american ucis în lupta împotriva ISIS în această țară. 
Peste 1000 de atacuri aeriene au fost efectuate în 2016 împotriva teroriștilor din ISIS, dar și celor din al-Qaida. 
Pe 13 aprilie, în urmă atacului aerian american  cu bombă GBU-43/B MOAB lansat de US Lockheed MC-130  asupra complexului de tunele ISIS din Achin, 94 de militanți, inclusiv 4 comandanți, au fost uciși.  Se estiemeaza că au mai rămas în prezent 400-700 de luptători ISIS în provinciile Nangarhar și Kunar.

### Yemen si Somalia
CNN a raportat că, la 16 octombrie 2017, forțele americane au efectuat atacuri aeriene  împotriva a două tabere de instruire ISIL situate în guvernatul al Bayda din Yemen, care  adaposteau aproximativ 50 de luptători.   60 de teroriști ISIS în Yemen au fost ucisi in perioada urmatoare. 
Maher Farrukh, analist al al-Qaida pentru proiectul de amenințări critice la Institutul American de Întreprinderi, a declarat că "AQAP și ISIS cooperează la un nivel tactic în centrul Yemenului împotriva forțelor al Houthi-Saleh, adesea co-revendică atacurile și împărtășesc  aceleasi convingeri cu unii militanți , "și că prezența ISIS în Yemen este probabil susținută de cooperarea sa cu AQAP, însă nu pare să crească în acest moment".  
Military.com a raportat că, la 3 noiembrie 2017, că un avion american a efectuat două  atacuri împotriva statului islamic din Somalia, fiind folosite cel puțin șase rachete care au lovit în Buqa, la 37 mile nord de Qandala.  AFRICOM a afirmat într-o declarație că "mai mulți teroriști" au fost uciși și că atacurile  au fost realizate în coordonare cu guvernul Somaliei .  CNN a raportat că avioanele americane cu dronă au efectuat 5 atacuri  împotriva militanților al-Shabaab și ISIS între 9 și 12 noiembrie, ucigând 36 al-Shabaab și patru teroriști ISIS. În prezent, SUA estimează că există între 3.000 și 6.000 de luptători al-Shabaab și mai puțin de 250 de operatori ISIS în Somalia.

## Intervenția coalitiei RSII și victoria împotriva Statului Islamic din Siria

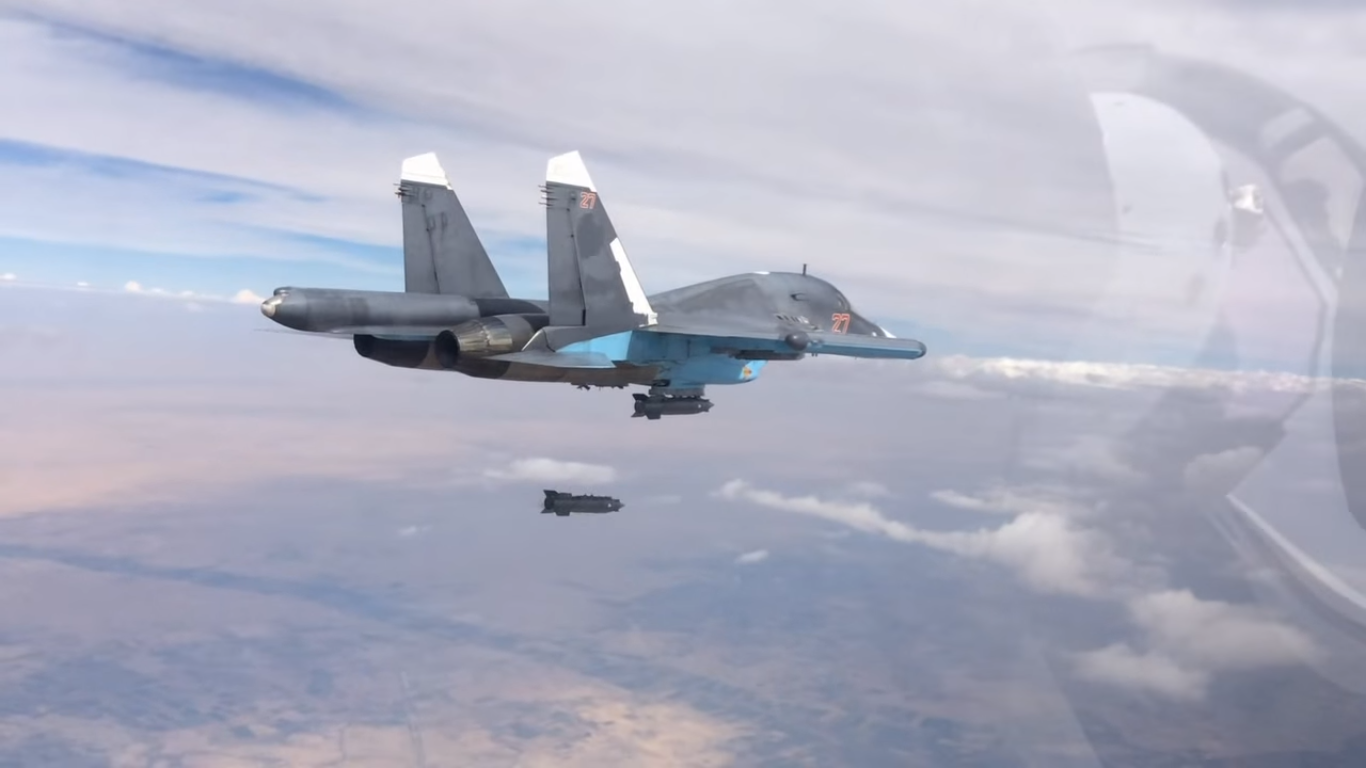
Avion rusesc Soukhoï ce survoleaza spatiul aerian al Siriei

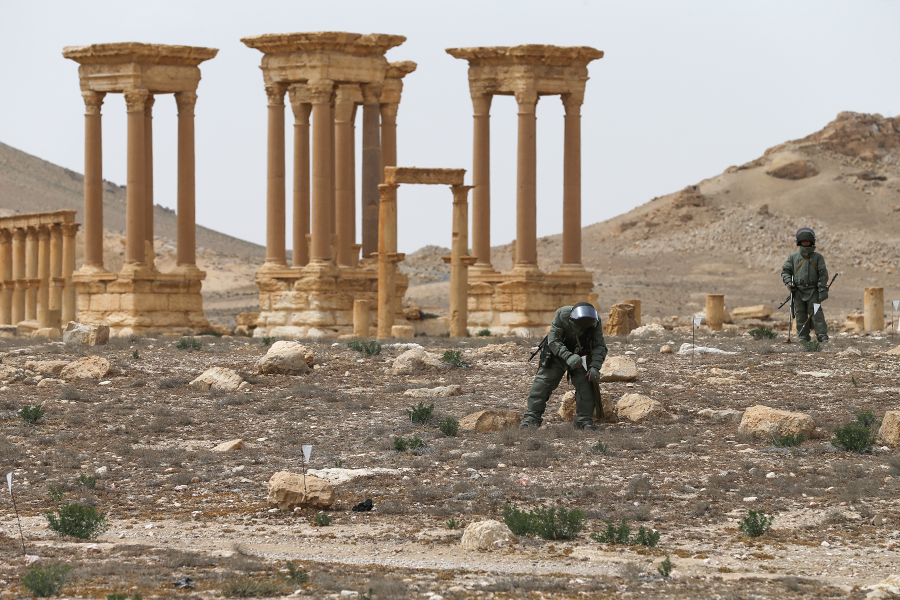
Eliberarea Palmyriei si operatiunea de gasire si dezamorsare al minelor

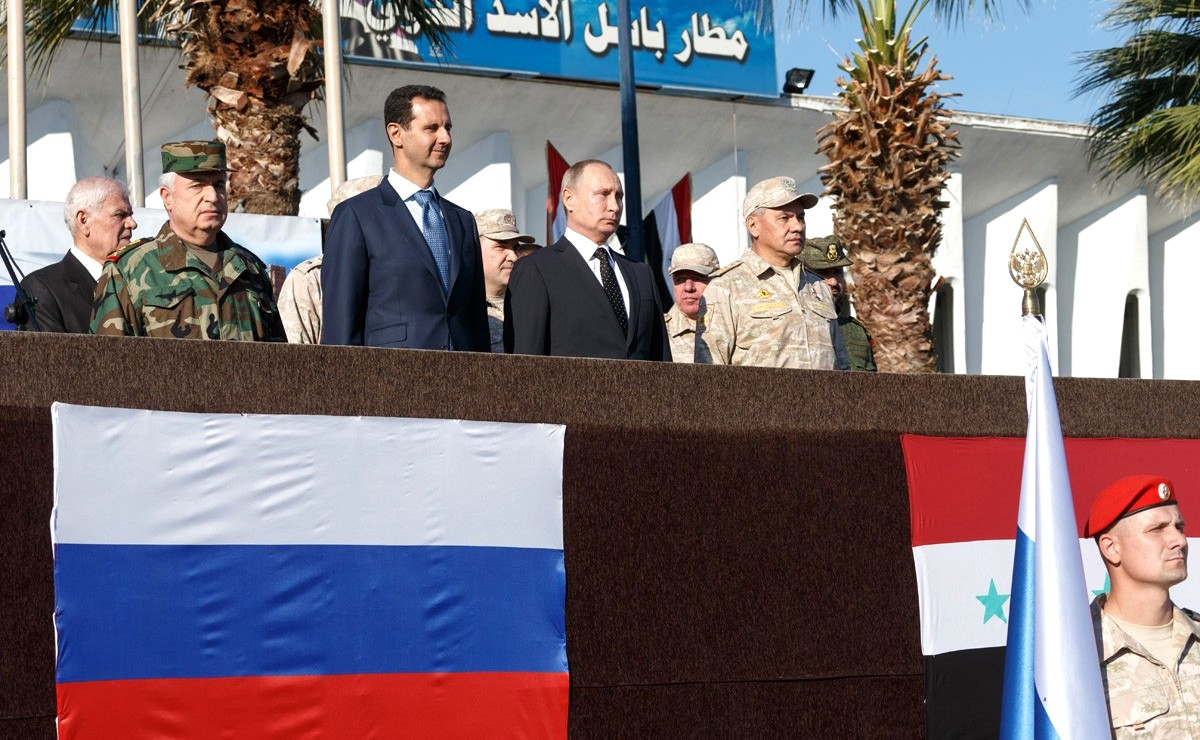
Vladimir Putin se intalneste cu Bashar al Assad la aeroportul Khmeimim din Siria

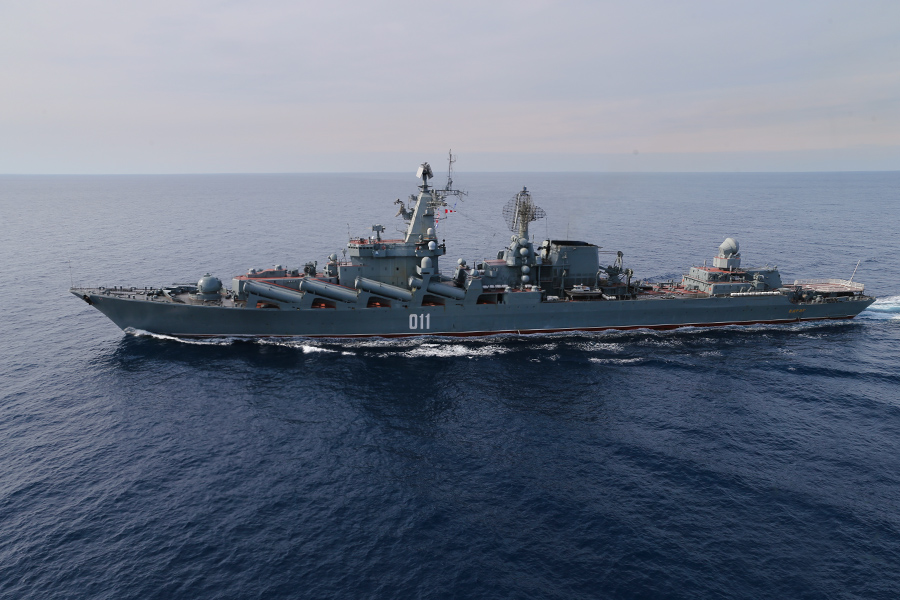
Crucisatorul rusesc Moskva pozitionat in estul Mediteranei

Iranul "a intrat în războiul aerian" împotriva ISIL la 21 iunie 2014. În iulie, în conformitate cu Institutul Internațional pentru Studii Strategice, Iranul a trimis mai multe aeronave Su-25 în Irak,   sprijinite de echipaje de sol iraniene / irakiene instruite în Iran. La începutul lunii august, avioanele Su-25 au început lupta împotriva ISIL, potrivit Business Insider.  
Până în septembrie, în conformitate cu Business Insider, personalul iranian Quds Force a fost trimis în Samarra, Bagdad, Karbala și postul militar american abandonat anterior cunoscut sub numele de Camp Speicher.   La sfârșitul lunii noiembrie 2014, un site web israelian a pretins că a văzut bombardamentul iranian F-4 Phantom II bombardat ISIL în estul Irakului  , o declarație confirmată de armata S.U.A. 
În martie și mai 2015, comentatorii americani au indicat că Qasem Soleimani "conducea strategia militară a Irakului împotriva ISIL".
Hezbollah a avut o prezență în Irak prin intermediul  consilierilor care oferă îndrumare luptătorilor Shia, potrivit unui comandant al Hezbollah intervievat de The National .
În iunie 2014, Hezbollah a creat un centru de comandă  pentru a monitoriza evoluțiile din Irak  . La 17 iunie, liderul Hezbollah, Hassan Nasrallah, a declarat că partidul este "gata să sacrifice martirii în Irak de cinci ori mai mult decât ceea ce au sacrificat în Siria pentru a proteja mormintele" .
În iulie 2014, Hezbollah a trimis mai mulți instructori și consultanți tehnici în Irak, pentru a monitoriza mișcările ISIL, potrivit unui comandant al Hezbollah.   La scurt timp după aceasta, comandantul Hezbollah, Ibrahim al-Hajj, a fost ucis în acțiune lângă Mosul.  
În februarie 2015, Nasrallah a confirmat că a trimis trupe pentru a lupta în Irak.  
La 11 septembrie 2015, o sursă militară siriană menționa trupele ruse prezente în Siria pentru a ajuta guvernul sirian în lupta sa împotriva ISIL, ca parte a operațiunii de salvare  . La 17 septembrie, avioanele de luptă siriene au efectuat un val de zboruri în orașul Raqqa  ocupat de  ISIL, cu arme rusești furnizate de Forțele Armate ale Rusiei  . La 20 noiembrie, Rusia a pretins că a ucis peste 600 de teroriști folosind rachete de croazieră într-o singură misiune.  
La sfârșitul lunii septembrie 2015, Rusia, Irak, Iran și Siria au înființat un "centru comun de informare" în Bagdad pentru a "aduna, procesa și analiza informații actuale despre situația din Orientul Mijlociu - în primul rând pentru lupta împotriva IS" .  La 30 septembrie 2015, Rusia și-a început campania aeriană   în sprijinul guvernului sirian.
De asemenea, Rusia a raportat că a ajuns la acorduri privind coordonarea operațiunilor în Siria cu Iordania și Israel.  
La 14 martie 2016, președintele rus Vladimir Putin a anunțat o retragere parțială de pe teritoriul sirian, invocând succesul încetarii focului și o mai mare securizare a guvernului sirian.  
La 10 decembrie 2017, Vladimir Putin a ordonat o retragere similară a forțelor rusești din Siria, declarând că o retragere completă ar depinde de evolutia situației actuale .

## Victoria Irakului împotriva Statului Islamic

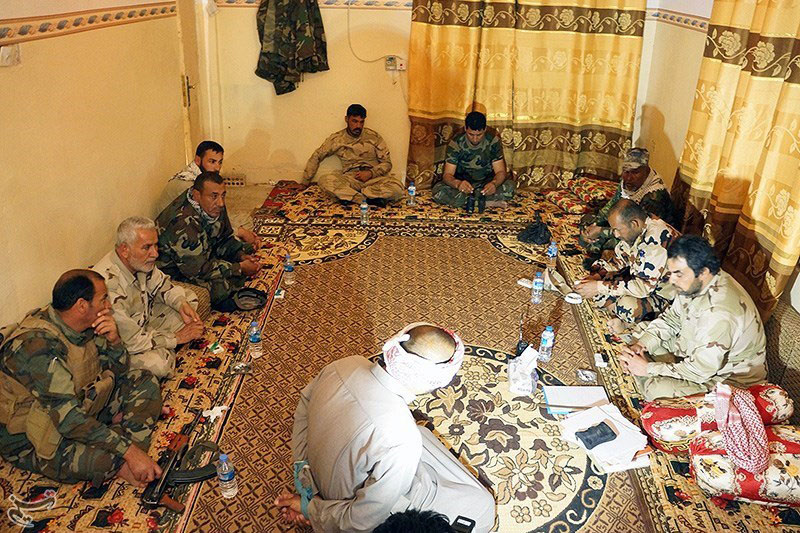
Soldati irakieni cu teroristi Daesh capturati

În luna mai 2017,    fortele Daesh au comis un atac asupra forțelor de securitate irakiene. Ținta a fost lovită cu succes la o înălțime de 3.540 de metri, creând cea mai lungă lovitură de lunetist înregistrată în lume.  
În aprilie, armata irakiană, cu ajutorul Forțelor Mobilizării Populare, a lansat ofensiva occidentală din Ninive pentru a captura teritoriul de la vest de Mosul . UMP a reușit să ajungă la granița dintre Irak și Siria, întâlnindu-se cu un teritoriu controlat de Forțele Democrate Siriene.
La 10 iulie, forțele armatei irakiene au capturat Mosul.  După victoria de la Mosul, armata irakiană a lansat operațiuni pentru a  recupera ceea ce a rămas din teritoriul controlat de ISIL în țară. Ofensiva Tal Afar a fost lansată pe 20 august  și terminată până la 31 august cu o victorie majoră a armatei irakiene.  Inițiativa Hawija a început la sfârșitul lui septembrie și a fost finalizată până la 5 octombrie.  
La 25 septembrie, Kurdistanul irakian a organizat un referendum neoficial privind independența. Participarea la vot a fost de 72,83%, cu 92,73% vot în favoarea independenței față de Irak. Ca răspuns la referendum, armata irakiană a lansat pe 15 octombrie o scurtă ofensivă împotriva Kurdistanului irakian pentru a recuceri orașul disputat Kirkuk cu ajutorul familiei Talabani și al unor membri ai PUK  . În urma capturării Kirkuk și Sinjar,  Masoud Barzani și-a anunțat intențiile de a demisiona în funcția de președinte al Kurdistanului irakian, de la 1 noiembrie, după ce a fost la putere de 12 ani odată cu recucerirea teritoriilor disputate de Irak și cu abandonarea proiectului de construire a statului kurd. 
Irakul a capturat ultimele două cetăți   Al-Qa'im și Rawah   pe 17 noiembrie.  După ce armata irakiană a capturat ultimele zone deținute de ISIL în deșertul al-Jazira care se învecinează cu Siria, pe 9 decembrie, premierul a anunțat sfârșitul războiului. În ziua următoare a fost organizată o paradă de victorie "în zona verde intensificată a Bagdadului" și prim-ministrul al-Abadi a declarat că 10 decembrie va deveni o nouă sărbătoare anuală pentru Irak  . Cu toate acestea, alți oficiali și surse guvernamentale, cum ar fi guvernul australian, secretarul britanic al apărării, Gavin Williamson și Reuters, au avertizat  sa se așteaptă ca ISIL să lupte prin alte mijloace, cum ar fi războiul de gherila și terorismul  .   În ciuda anunțurilor de victorie, ISIS și-a păstrat ascunzătorile naturale în Wadi Hauran.  

## Criza refugiaților

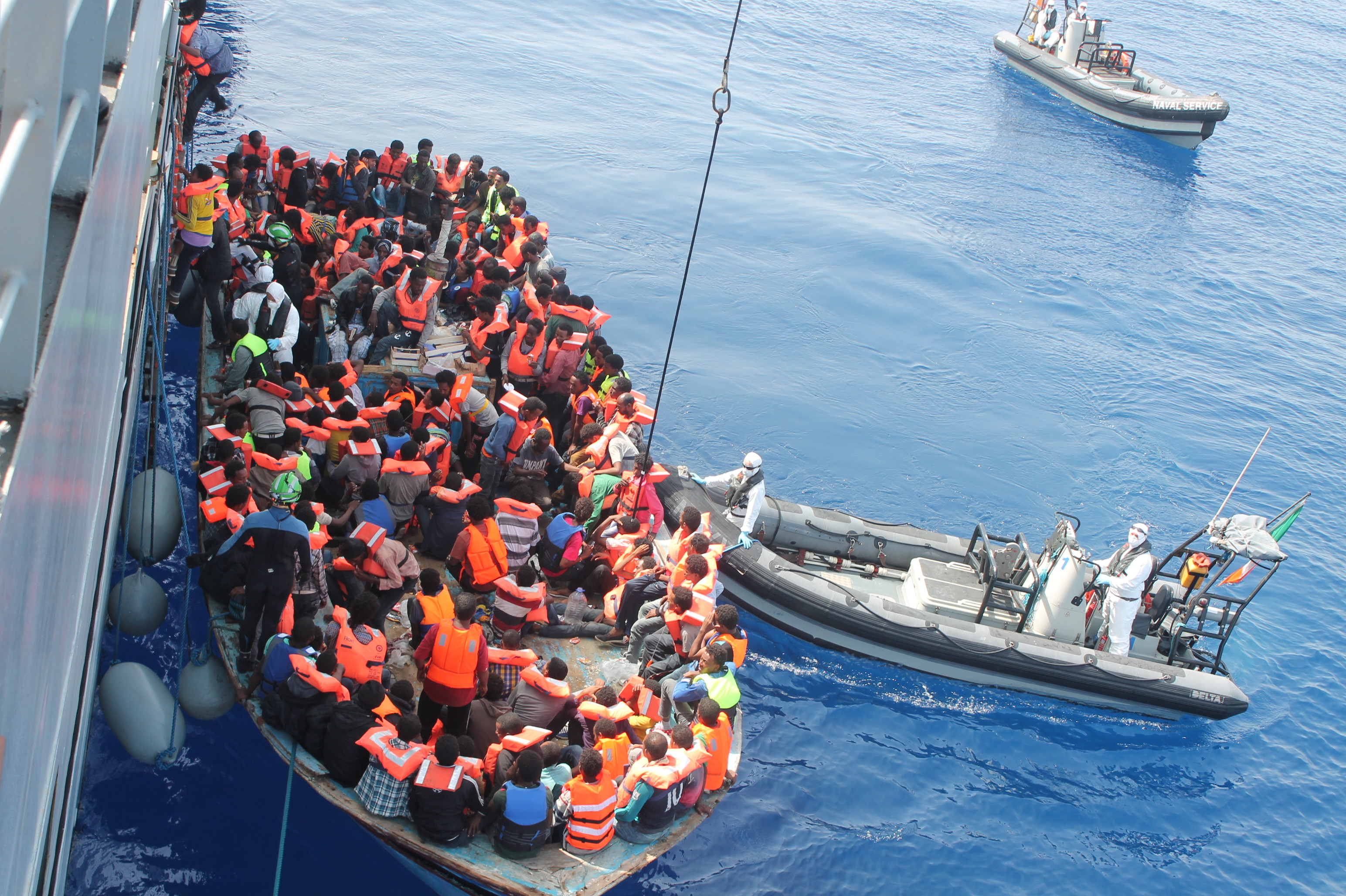
Marinari irlandezi de pe nava "LÉ Eithne (P31)" salvând refugiați, în cadrul Operațiunii Triton

Refugiati irakieni si sirieni in Grecia

Teroarea pornită de Statul Islamic în Irak și Siria, precum și insurgențele și războaiele civile îndelungate, au dus la agravarea crizei refugiaților.
În iunie 2014, 500 000 de irakieni au plecat din Moșul din cauza avansului Statului Islamic. 
Până în prezent, 378,000 de kurzi din Irak și Siria se află strămutați prin Turcia. 
Majoritatea au încercat să între în Europa cu bărci  prin Marea Mediterana unde site de refugiați s-au înecat, îndreptându-se spre Grecia sau Italia. Un moment important, când criza a început să fie percepută în întreaga să dimensiune istorică l-a constituit aprilie 2015, când cel puțin 5 vapoare având la bord circa două mii de imigranți s-au scufundat în Marea Mediterană, incident care s-a soldat cu peste 1.200 de victime.
Alții au putut intră în Europa în mod legal după ce liderii UE le-au permis să se adăpostească în tabere special construite.  Unele state membre UE precum Ungaria s-au opus și au securizat granițele.  Mii de refugiați ce intrau ilegal în UE au fost depistați, prinși și deportați
Majoritatea refugiaților sunt de religie musulmană sunnită, urmați de șiiți,  precum și de minorități non-musulmane că yaziditii, asirienii și mandeenii.  După naționalitate, conform estimărilor ONU,  47% sunt sirieni, 21% afhani și 9,5% irakieni. 
La finalul anului 2014, s-a raportat că peste 60 milioane de oameni din țările asiatice și africane s-au refugiat în Europa, fiind cea mai mare strămutare demografică de la cel de-al doilea război mondial încoace. 
Pentru a scapă de violente,  4,088,078  refugiați sirieni au plecat în țări vecine precum Iordania, Liban, Turcia, Irak și în UE datorită războiului civil sirian și amenințării ISIS. 
UE încearcă să găsească măsuri care să reducă fluxul de emigranți sau pentru a-i distribui în toate statele membre pentru a gestiona mai eficient criză.  Statele componente au trecut deja la măsuri radicale, montând garduri la frontierele acestora: Ungaria la granița cu Serbia, Bulgaria la granița cu Turcia, Republica Macedonia la granița cu Grecia, Austria la granița cu Slovenia.  Spre deosebire de statele UE, multe state non-UE nu au dorit să primească refugiați, un exemplu în acest sens fiind Japonia, care în 2015 a acordat statutul de refugiat doar pentru 27 de persoane din 7.000 de cereri (pe care le vor repatria la sfârșitul conflictului din Siria și Irak).Statele din Grupul de la Visegrád s-au manifestat cel mai vehement împotriva cotelor de refugiați, adică împărțirea refugiaților între statele membre ale Uniunii Europene, așa cum au propus Germania, Austria și Suedia.

## Atentatele teroriste în Europa și America

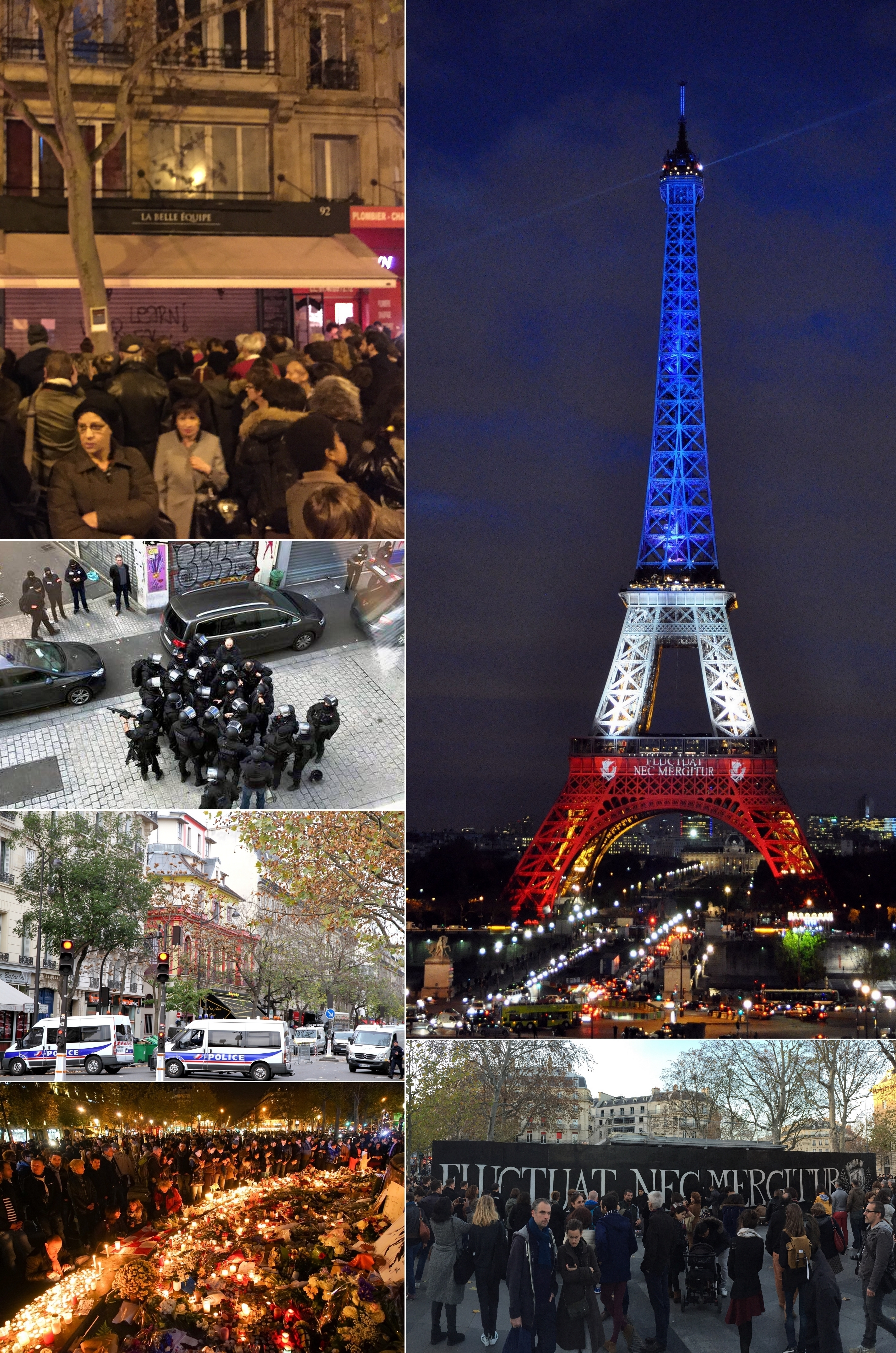
Atacurile de la Paris din 13 noiembrie 2015

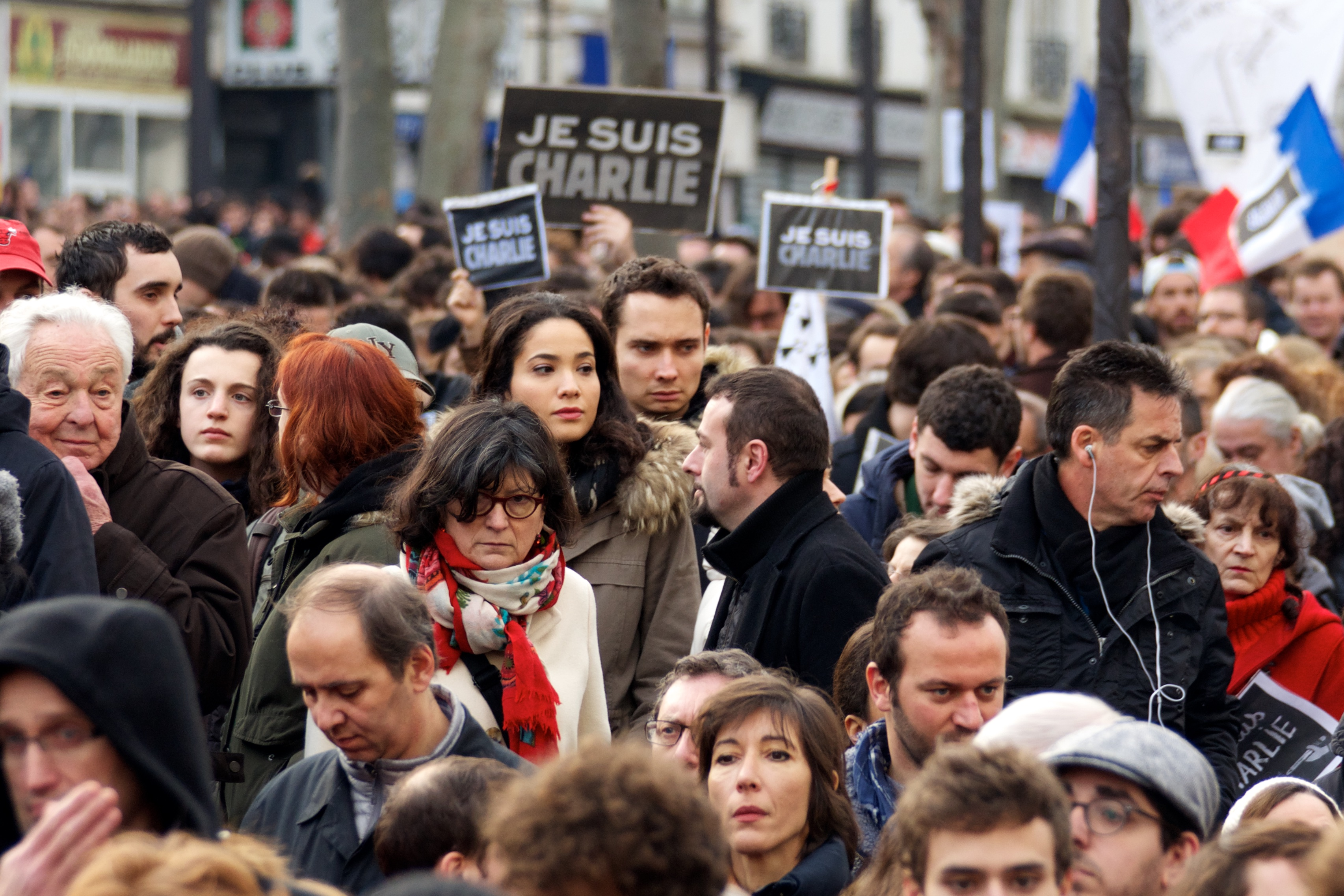
Miting cu mesajul "Je Suis Charlie

Odată cu ascensiunea Statului Islamic în Orientul Mijlociu și Apropiat, rata atentatelor teroriste islamice în Europa s-a intensificat din 2014. Tot mai mulți europeni au fost uciși în anii 2014-2016 decât în atentatele din anii anteriori. Toate atentatele teroriste au fost atribuite Statului Islamic și de atunci, multe state membre UE au început să intervină împotriva acestuia. Pe fondul crizei refugiaților, mulți atactori veniți din Siria au încercat să comită atentate în UE. În mai 2014, atentatul de la  muzeul evreiesc din Belgia a fost primul atac terorist islamc comis de un luptător imigrant venit din războiul din Siria. De atunci, multe atacuri au fost comise de mai multe grupuri, folosind bombe, mitraliere, cuțite și camioane.
Pe 7 ianuarie, în Franța,  Île-de-France, trei atacatori au ucis 17 persoane prin împușcare, inclusiv  jurnaliștii de la  sediul revistei Charlie Hebdo, atacatorii fiind uciși după două zile de către forțele speciale ale poliției. Motivul invocat a fost caricaturile cu profetul Mahomed publicate în ultimele ediții. Și al-Qaida și ISIS au pretins că au coordonat atentatul.   
Pe 13 noiembrie 2015, o serie de atacuri coordonate de atacatori jihadiști au avut loc în șase locații din centrul Parisului. Primul atac sinucigaș cu bombă a avut loc într-un restaurant și bar de lângă stadionul Franței, urmat de al doilea atac sinucigaș cu bombă. Atacuri cu împușcături au fost comise la Bichat, Fontaine-au-Roi și Charonne.  Pe bulevardul Voltaire a avut loc un alt atac sinucigaș cu bombă. O bombă a fost detonată la teatrul Bataclan în timpul concertului ținut de trupa Eagles of Death Metal unde trei atacatori au tras în mulțime. 100 de ostatici au fost luați și 89 dintre ei au fost uciși.  Alte bombe au fost detonate la Stadiul Franței din suburbia Saint-Denis pe durata meciului de fotbal între echipele naționale ale Franței și Germaniei. 130 de oameni au fost uciși și alți 413 au fost răniți. 
Toți cei șapte atacatori au fost uciși în schimburile de focuri cu autoritățile.Autorul și coordonatorul atentatului, Abdelhamid Abaaoud, a fost ucis de către poliție la Saint-Denis. 
A fost cel mai sângeros atac din istoria Franței de la al doilea război mondial încoace.  
Statul Islamic și-a asumat responsabilitatea pentru atacuri, susțînând că a fost o riposta la atacurile aeriene franceze asupra țintelor ISIS din Siria și Irak. Drept reacție, președintele francez, Francois Hollande, a inițiat Operațiunea  Chammal cu bombardamente aeriene dure asupra țintelor ISIS din Raqqa. 

Pe 22 martie 2016,  după ce poliția belgiană a început operațiunea de căutare a teroriștilor,  au fost comise trei atacuri cu bombă sinucigașe la Bruxelles, două la aeroportul Bruxelles din Zaventum, și unul la stația de metrou  Maaltbeek.  32  de oameni, împreună cu cei trei atacatori au fost uciși, plus 340 de oameni au fost răniți.   Atacatorii au fost implicați și în atentatele de la Paris.  Statul Islamic a pretins responsabilitatea atacurilor. 
Pe 12 iunie 2016, un simpatizant al ISIS a tras cu armă în mulțime într-un club gay de noapte din Orlando, Florida. 49 de oameni au fost uciși și alți 53 au fost răniți.  Atacatorul a fost ucis de poliție. 
Pe 26 iunie 2016, la aeroportul Ataturk din Istanbul, Turcia, trei atacatori simpatizanți ai Statului Islamic  au tras cu arme în mulțime și au folosit centuri cu explozibili.  45 de oameni au fost uciși  , rezultând și  230 de răniți.   Atacatorii au fost uciși de autorități. 
La Nișă, chiar de ziua națională a Franței, pe 14 iulie 2016, un atacator  ISIS a intrat cu camionul în mulțime în timp ce se desfășurau ceremoniile de ziua Bastilliei la   Promenade des Anglais. Au rezultat 86 de morți și 458 de răniți. Atacatorul a fost ucis de poliție.  
Pe 19 decembrie 2016, la Berlin, 12 oameni au fost uciși și alți 56 au fost răniți după ce un atacator ISIS a intrat cu camionul în târgul de Crăciun aglomerat. Atacatorul a fost ucis în Italia de către poliție. 
În Marea Britanie, pe 22 martie și 2 mai 2017,  două atentate teroriste au fost comise de jihadiști radicali simpatizanți ai ISIS.  Primul atac a avut loc la Westminster, Londra, unde atacatorul a intrat cu mașînă în mulțimea de pietoni, ucigând patru și rănind alți 40.  A înjunghiat mortal un polițist înainte să fie ucis de alți ofițeri.Al doilea atac a avut loc  în  Manchester , la Manchester Arena, unde atacatorul a detonat o bombă la concertul ținut de cântăreața americană Ariană Grande, fiind uciși 22 de civili.  
Pe 3 aprilie 2017, un alt atentat a avut loc în Rusia, la metroul din Saint Petersburg, unde atacatorul sinucigaș simpatizant al ISIS a detonat bombă, rezultând 16 morți și 64 de răniți, iar pe 7 aprilie 2017, la Stockholm, Suedia, un alt atacator  simpatizant al ISIS a intrat cu mașînă în pieteoni, ucigând 5 oameni și rănind alți 14.  A fost arestat și condamnat la închisoare pe viață. 
Pe 16 august 2017, la Barcelona, doi suspecți au fost uciși într-o explozie accidentală când se pregăteau să comită atacul la Alcanar. 16  oameni au fost răniți când o altă bombă a explodat accidental. Pe 17 august,  un atacator a intrat cu mașînă în mulțime în Las Ramblas, ucigând 14 oameni și rănind alți 130. Cei doi suspecți au fugit și au înjunghiat mortal un alt civil. În ziua următoare, o femeie și alți cinci atacatori au fost uciși  când au încercat să atace la Cambrils. Un polițist  a împușcat patru din cei cinci atacatori în timp ce ultimul a murit mai târziu din cauza rănilor.  
Pe 21 august, șoferul suspect pentru atacul de la Ramblas a fost ucis de poliție.

## Bilanț

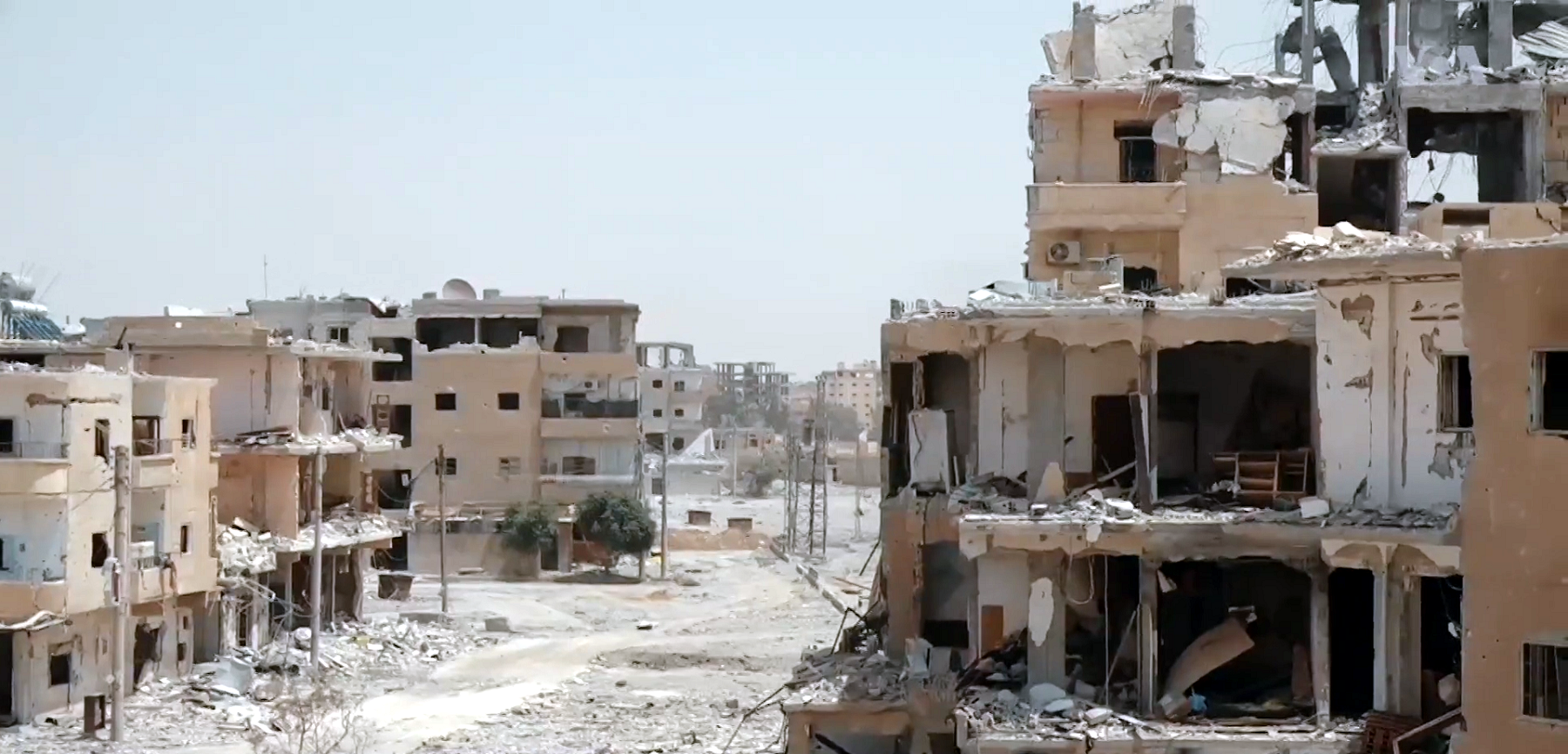
Ruinele din Raqqa

### Victime
CJTF-OIR
     Coalitia Rusia-Siria-Iran-Irak 
     Coaliția nigeriana
     Prezența ISIL

Harta alianțelor militare anti-ISIL
CJTF-OIR
Coalitia Rusia-Siria-Iran-Irak
Coaliția nigeriana
Prezența ISIL

La 22 ianuarie 2015, ambasadorul SUA în Irak, Stuart Jones, a declarat că loviturile de forță ale coaliției au degradat ISIL, inclusiv uciderea a jumătate din liderii lor în Irak și Siria. 
La începutul lunii februarie 2015, ministrul australian al apărării, Kevin Andrews, a declarat că mai mult de 6.000 de luptători ISIL au fost uciși în atacurile coaliției de când au început și că au fost recăpătați peste 800 de kilometri pătrați; totuși, puterea ISIL a crescut în această perioadă la aproximativ 31.500 de luptători  , inclusiv 3000 de luptători din țările occidentale.  
La 23 februarie 2015, generalul american Lloyd Austin a declarat că mai mult de 8.500 de militanți ISIL au fost uciși de bombardamentele Coalitiei din Irak și Siria.  La începutul lunii martie 2015, generalul Lloyd a repetat această afirmație, spunând că "ISIS și-a asumat o înfrângere defensivă" în Irak și că "Suntem acolo unde am spus că vom fi", în legătură cu avioanele.  Acest lucru era în contrast cu afirmația Iordaniei că numai avioanele sale au ucis 7 000 de militanți ISIL în Irak și Siria pe parcursul a 3 zile, între 5 și 7 februarie 2015.  
La 21 ianuarie 2016, ministrul francez al apărării, Jean-Yves Le Drian, a declarat că peste 22 000 de luptători ISIL au fost uciși de atacurile coaliției în Irak și Siria.
În august 2016, generalul locotenent al armatei americane, Sean MacFarland, a declarat reporterilor la o conferinta de presă "Deși nu este o  victorie de succes și este greu de confirmat, estimăm că în ultimele 11 luni am ucis aproximativ 25 000 de luptători inamici. Dupa  cei 20.000 de oameni uciși înainte de sosirea noastră, in totalitate  ar fi  45.000 de dușmani  nimiciti pe câmpul de luptă ".  
În decembrie 2016, un înalt oficial american militar a declarat pentru CNN că, după începerea războiului împotriva grupului terorist, au fost uciși circa 50 000 de luptători ISIL.
Potrivit companiei Airwars, o echipă de jurnaliști independenți, până în august 2015, 450 de civili au fost uciși de campania aeriană condusă de SUA împotriva ISIL în Irak și Siria (dintre care aproximativ 60% în Siria, 40% în Irak). În acel moment, coaliția condusă de SUA recunoștea oficial numai două decese necombatante.   Potrivit companiei Airwars, până în ianuarie 2016 "între 815 și 1.149 de necătători civili pare să fi fost uciși în 135 de incidente în care există o raportare corectă a unui eveniment și unde  loviturile Coaliției au fost confirmate în imediata vecinătate la acea dată . " 
Potrivit companiei Airwars, aproximativ 1000 de civili au fost uciși de campania aeriană  dusa de  coaliția condusă de SUA în martie 2017.  

Potrivit companiei Airwars, loviturile aeriene si de artilerie efectuate de  coaliția condusă de SUA au ucis în anul 2017 în Irak și Siria  6.000 de civili.   Potrivit companiei Airwars, "În 2017, războiul împotriva ISIS s-a mutat în cele mai dens populate centre urbane controlate de grup, cu rezultate dure pentru civilii". 
În Siria, forțele armatei ruse susțîn că au ucis 5,233  de luptători jihadiști ISIS, dar și 4,884 de luptători rebeli proveniți din Frontul al-Nusra sau Armata Siriană Liberă. 8,036 de civili au fost uciși în urmă bombardamentelor efectuate de Federația Rusă. 

### Monumente distruse
Teroriștii ISIS sunt răspunzători pentru distrugerea multor obiective  ale patrimoniului cultural. 
Au distrus moschei și minarete siite , biserici și mănăstiri creștine precum cea mai veche mănăstire creștină din Irak, cea a Sfântului Ilie. Au demolat   biblioteci,  precum și sit-uri arheologice antice precum artefactele și statuile muzeului de la Moșul ce aparțineau civilizației asiriene și ruinele palatului regelui asirian  Assurbanipal al II-lea de la Nimrud. 
Au demolat  templul zeului Baal și au avariat teatrul roman  de la Palmyria.

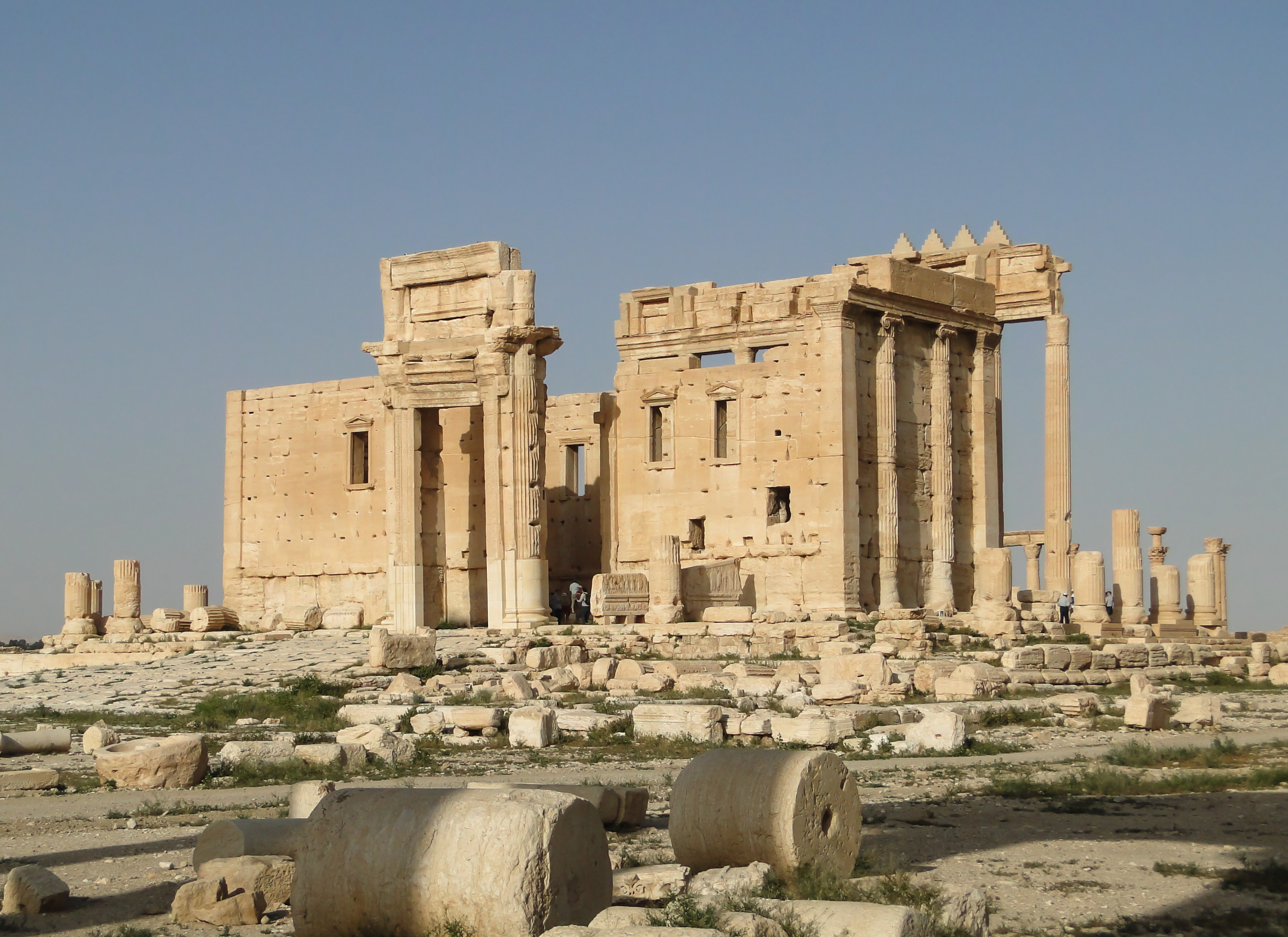
Templul lui Baal de la Palmyra - distrus
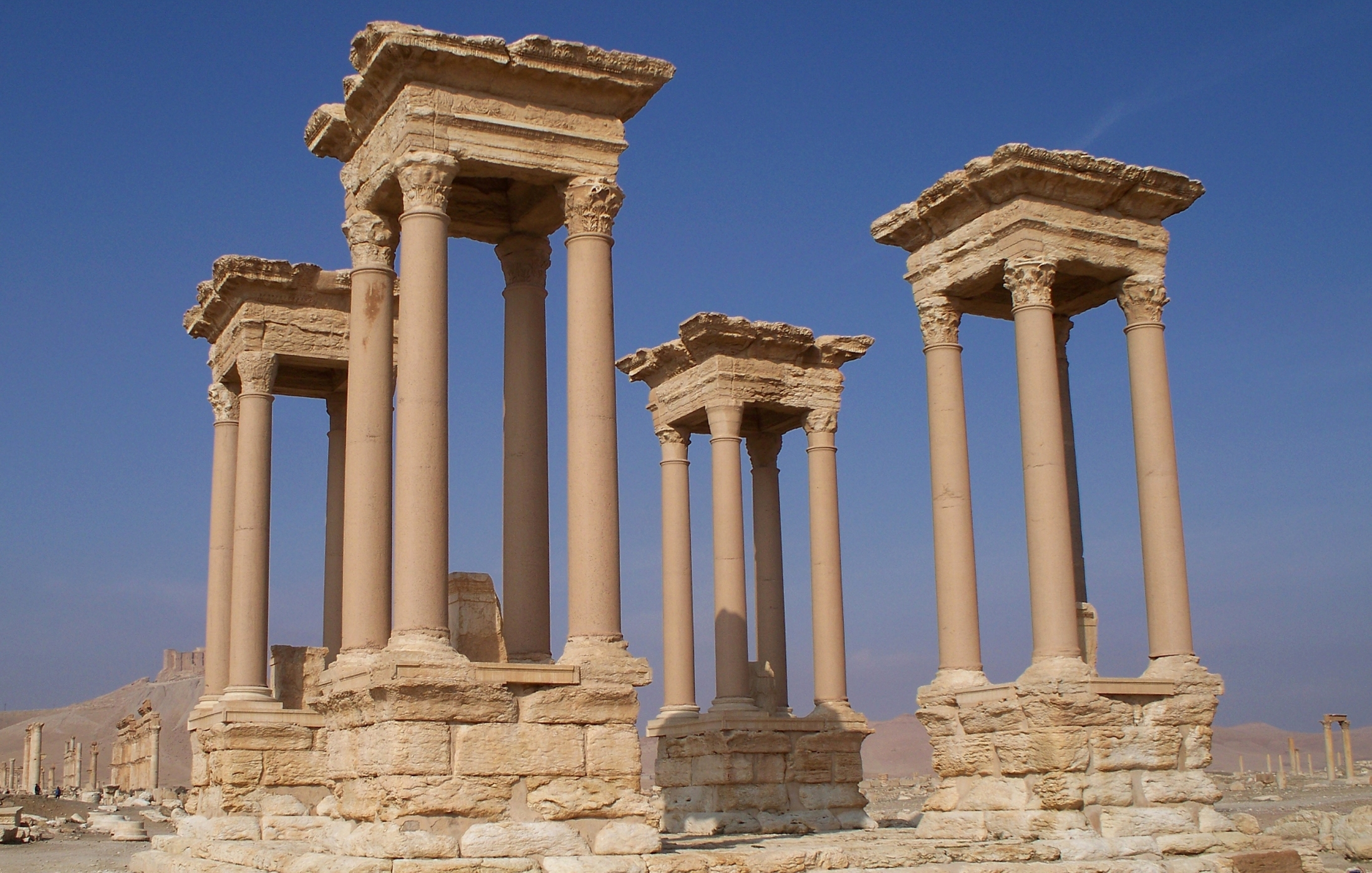
Tetrapylon-distrus
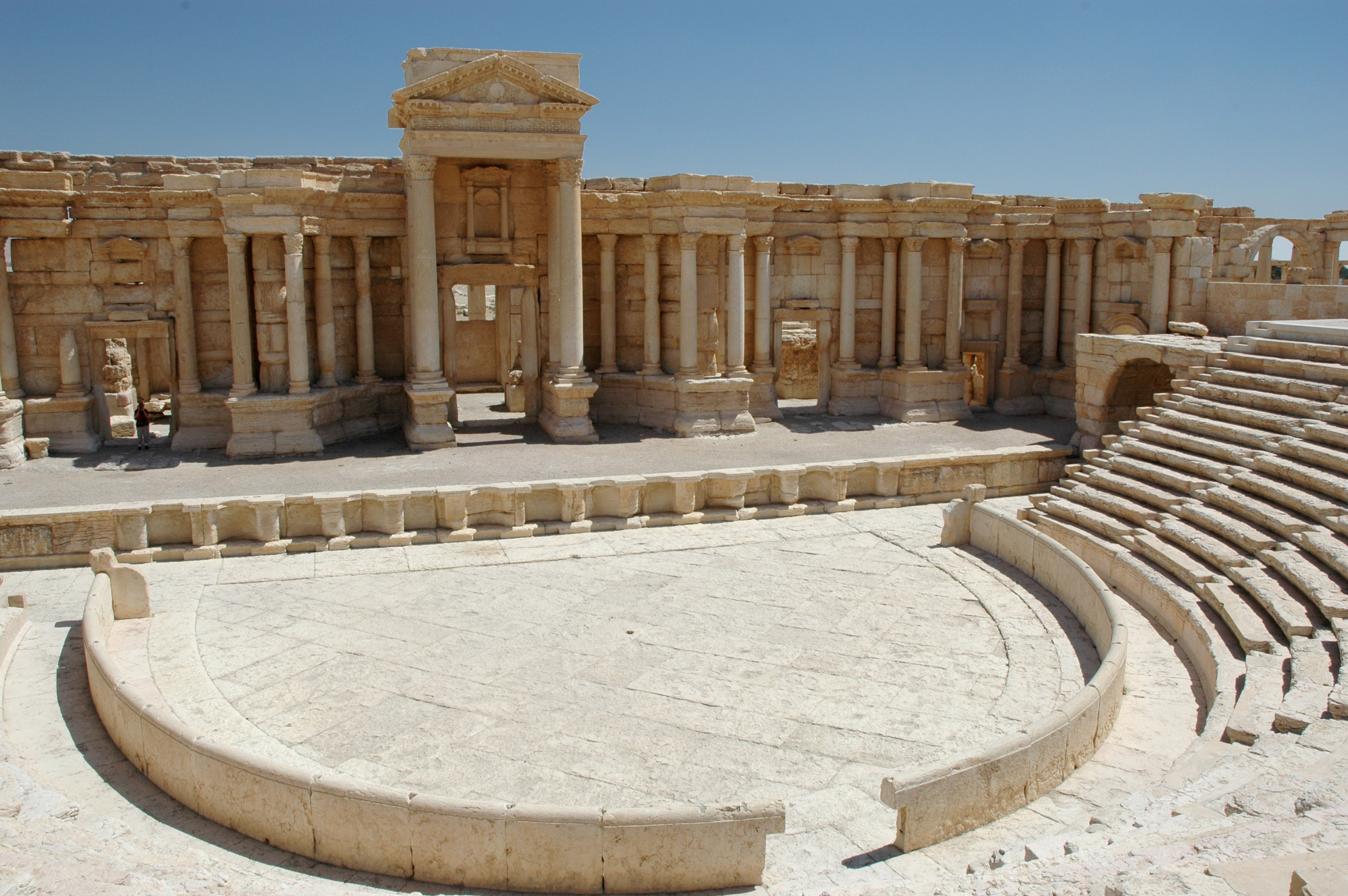
Teatrul roman -avariat
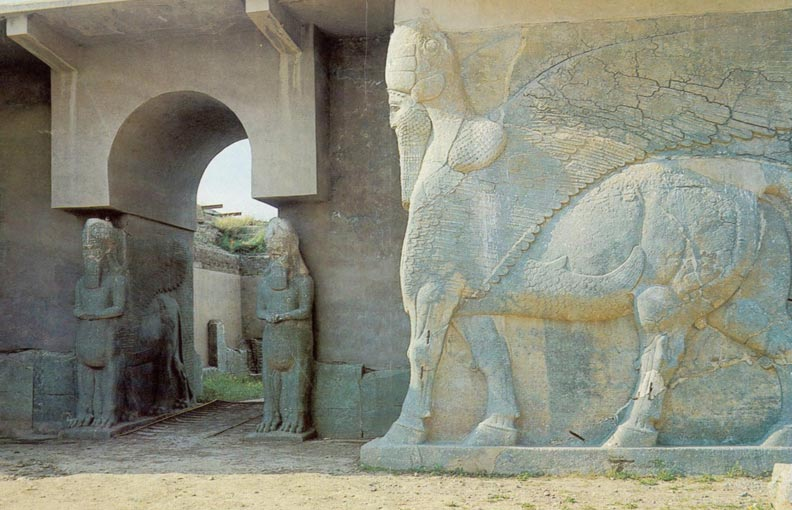
Statuie Lamassu si poarta palatului de la Nimrud - distruse
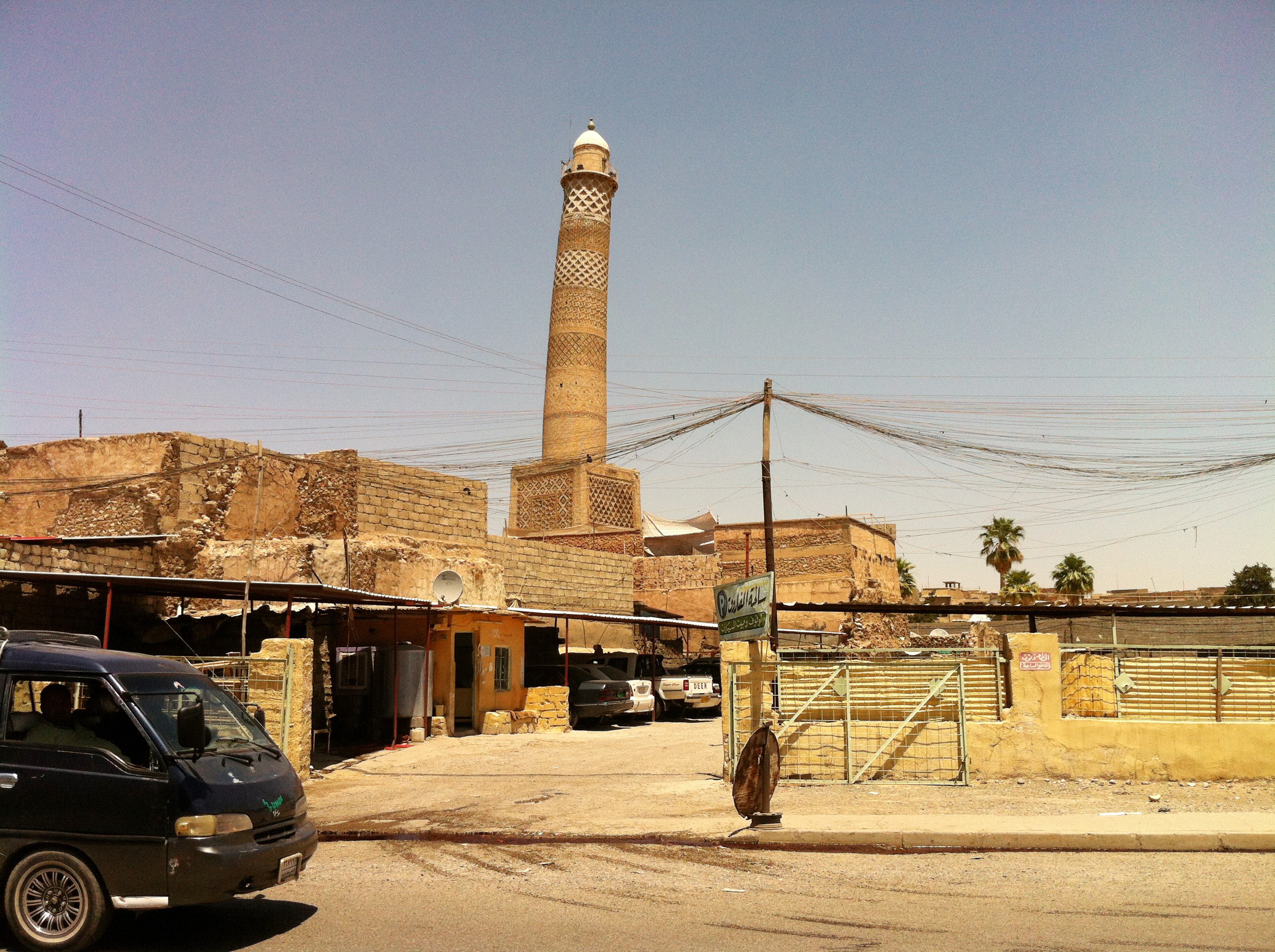
Minaretul Ninive- distrus
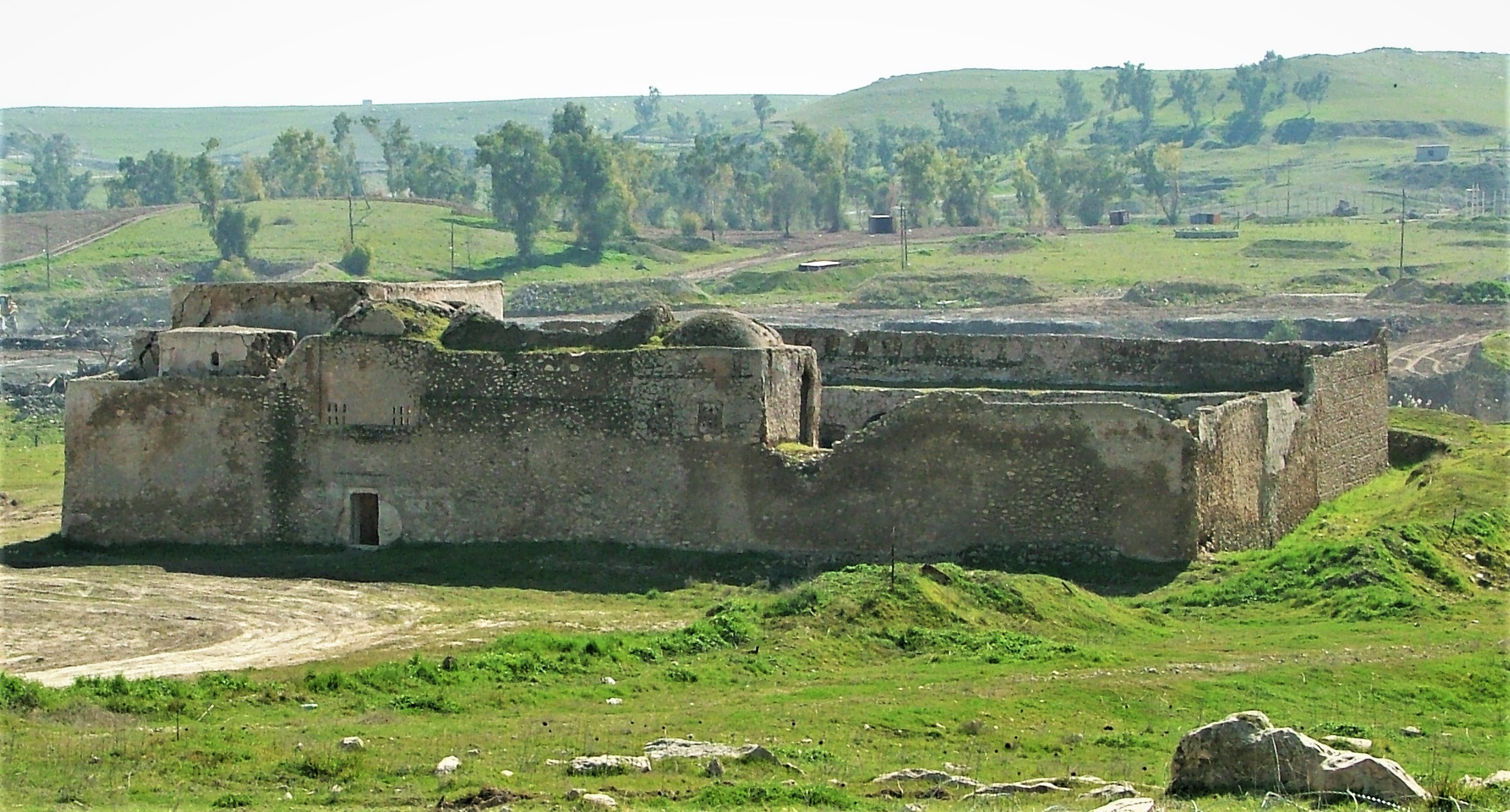
Manastirea Sf.Ilie- distrusa
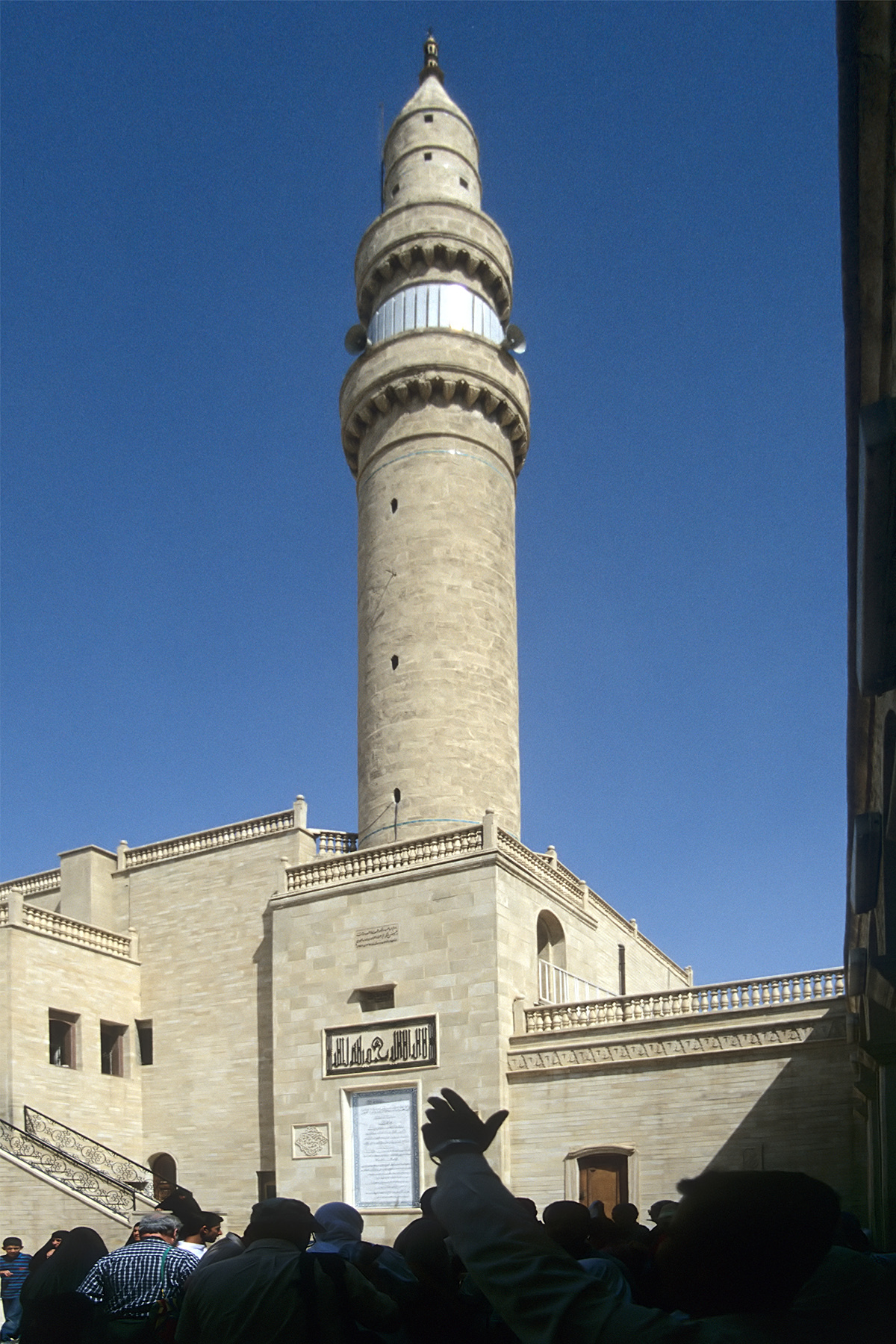
Moscheea profetului Yunus - distrusa
- Situl arheologic de la Nimrud (înaintea distrugerii)

### Implicarea statelor

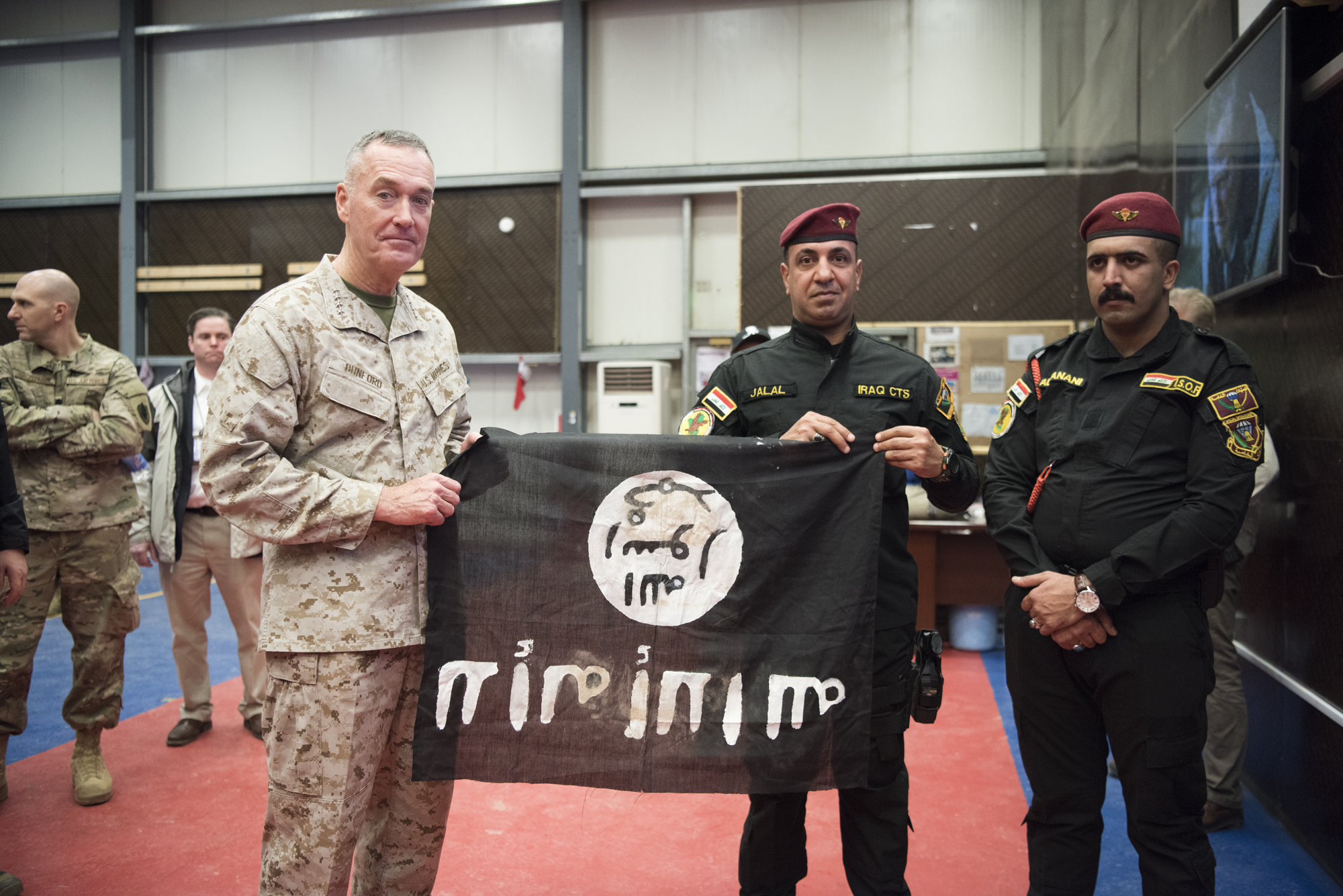
Membrii Serviciului de combatere a terorismului din Irak prezintă generalul american Joseph F. Dunford, un steag al Statului Islamic de la Bartila, un oraș recapturat chiar de langa Mosul de la statul islamic din Irak și Levant. Acest pavilion simbolizează eforturile Grupului de forțe combinate - rezolvarea inerentă a operațiunilor compuse din militari americani, militari irakieni și forțe militare de coaliție

| Key:                       | Key:   | Key:   | Key:   | Key:          | Key:        |
| Country                    | Irak   | Siria  | Libia  | Nigeria       | Afghanistan |
| -------------------------- | ------ | ------ | ------ | ------------- | ----------- |
| Afghanistan                | —      | —      | —      | —             |             |
| Albania                    |        |        | —      | —             | —           |
| Australia                  | —      |        | —      | —             | —           |
| Austria                    |        |        | —      | —             | —           |
| Bahrain                    | —      |        | —      | —             | —           |
| Belgia                     |        |        | —      | —             | —           |
| Bosnia și Herzegovina      |        |        | —      | —             | —           |
| Bulgaria                   |        |        | —      | —             | —           |
| Cameroon                   | —      | —      | —      |               | —           |
| Canada                     |        |        | —      | [ 40 ] [ 41 ] | —           |
| Chad                       | —      | —      | —      |               | —           |
| Columbia                   | —      | —      | —      | [ 42 ] [ 43 ] | —           |
| Croația                    |        |        | —      | —             | —           |
| Cehia                      |        |        | —      | —             | —           |
| Danemarca                  |        |        | —      | —             | —           |
| Egipt                      | —      | —      |        | —             | —           |
| Estonia                    |        |        | —      | —             | —           |
| Franța                     |        |        | [ 44 ] | [ 45 ]        | —           |
| Germania                   |        |        | —      | —             |             |
| Grecia                     |        |        | —      | —             | —           |
| Ungaria                    |        |        | —      | —             | —           |
| Indonezia                  |        |        | —      | —             | —           |
| Iran                       |        |        | —      | —             | —           |
| Irak                       |        | —      | —      | —             | —           |
| Irlanda                    |        |        | —      | —             | —           |
| Israel                     |        |        | —      |               | —           |
| Italia                     |        |        |        | —             |             |
| Japonia                    |        |        | —      | —             | —           |
| Iordania                   |        |        | [ 46 ] | —             | —           |
| Kuweit                     |        |        | —      | —             | —           |
| Liban                      |        |        | —      | —             | —           |
| Libia                      | —      |        | —      | —             | —           |
| Luxemburg                  |        |        | —      | —             | —           |
| Macedonia                  | —      |        | —      | —             | —           |
| Maroc                      |        |        | —      | —             | —           |
| Olanda                     |        |        | —      | —             | —           |
| Noua Zeelandă              |        |        | —      | —             | —           |
| Niger                      | —      | —      | —      |               | —           |
| Nigeria                    | —      | —      | —      |               | —           |
| Norvegia                   |        |        | —      | —             | [ 47 ]      |
| Polonia                    |        |        | —      | —             | —           |
| Qatar                      | —      |        | —      | —             | —           |
| Rusia                      |        |        | —      | —             | —           |
| Arabia Saudită             | —      |        | —      | —             | —           |
| Singapore                  |        |        | —      | —             | —           |
| Slovacia                   |        |        | —      | —             | —           |
| Slovenia                   |        |        | —      | —             | —           |
| Coreea de Sud              |        |        | —      | —             | —           |
| Spania                     |        |        | —      | —             | —           |
| Sudan                      | —      | —      | —      | —             | —           |
| Suedia                     |        | —      | —      | —             | —           |
| Siria                      |        |        | —      | —             | —           |
| Taiwan                     |        |        | —      | —             | —           |
| Turcia                     |        |        | —      | —             | —           |
| Emiratele Arabe Unite      | —      |        | —      | —             | —           |
| Regatul Unit               | [ 48 ] | [ 49 ] | [ 50 ] | [ 51 ]        | [ 52 ]      |
| Statele Unite ale Americii |        |        |        |               |             |